# 香淳皇后
香淳皇后（こうじゅんこうごう、1903年〈明治36年〉3月6日 - 2000年〈平成12年〉6月16日）は、日本の第124代天皇・昭和天皇の皇后（在位: 1926年〈昭和元年〉12月25日 - 1989年〈昭和64年〉1月7日）。諱は、良子（ながこ）。お印は、桃。

## 人物
久邇宮家出身の生まれながらの皇族であり、誕生から昭和天皇の践祚以前は、名と身位は「良子女王（ながこじょおう）」と称され、皇室典範における敬称は「殿下」であった。
1924年（大正13年）1月26日に摂政宮皇太子裕仁親王（のち昭和天皇）と成婚し、2男5女を儲けた。1926年（大正15年／昭和元年）12月25日、大正天皇の崩御及び昭和天皇の践祚に伴い、皇后に冊立された。
1989年（昭和64年）1月7日に昭和天皇が崩御し、第1皇男子の皇太子明仁親王（上皇）が第125代天皇に即位し、その妃美智子が立后して皇后となったことに伴い、自身は皇太后となった。1996年（平成8年）3月6日に満93歳となり、藤原寛子（後冷泉天皇后）の数え年92歳を抜いて神代を除いては皇室歴代最長寿となった。
2000年（平成12年）6月16日に崩御し、当時の天皇（平成年間）勅定により「香淳皇后」と追号された。
夫たる昭和天皇が神代を除いた歴代天皇のうち最長在位であるように、香淳皇后自らも歴代皇后の中で最長の在位（62年と14日間）であり、神代を除き最長寿（満97歳没）である。また、皇族出身である直近最後の皇后かつ皇太子妃である。
2019年（令和元年）の第126代今上天皇践祚/即位時において、昭和天皇・香淳皇后夫妻が皇位継承権を有する3人の親王（秋篠宮文仁親王・悠仁親王・常陸宮正仁親王）の最近共通祖先にあたる。

## 生涯

### 生い立ち
1903年（明治36年）3月6日午前6時25分、久邇宮邦彦王と同妃俔子（島津忠義公爵の令嬢）の第1王女子として誕生。3男3女のうち第3子・長女であった（→#家系を参照）。
良子女王の誕生に際し、久邇宮家は宮内省を通じて乳人を募集し、各県知事から6人の女性が推薦されていた。最終的に埼玉県の旧家から、子を死産したばかりの関根もん（当時20歳）が選ばれた。もんの回想によれば、良子女王は幼少から母の俔子妃が驚くほど、食欲旺盛で健康であった。久邇宮家は質素な生活ぶりで、良子女王の産着も、もんが他の衣類を仕立て直したものだった。優しい一方しっかりとした性格で、三姉妹の長女として妹宮達の面倒も良く見、2人の妹（信子女王・智子女王）が彼女の行動を全て真似ることもあった。
- 満7歳頃（1910年撮影）
- 久邇宮家の三女王（1912年撮影）

### 学習院時代

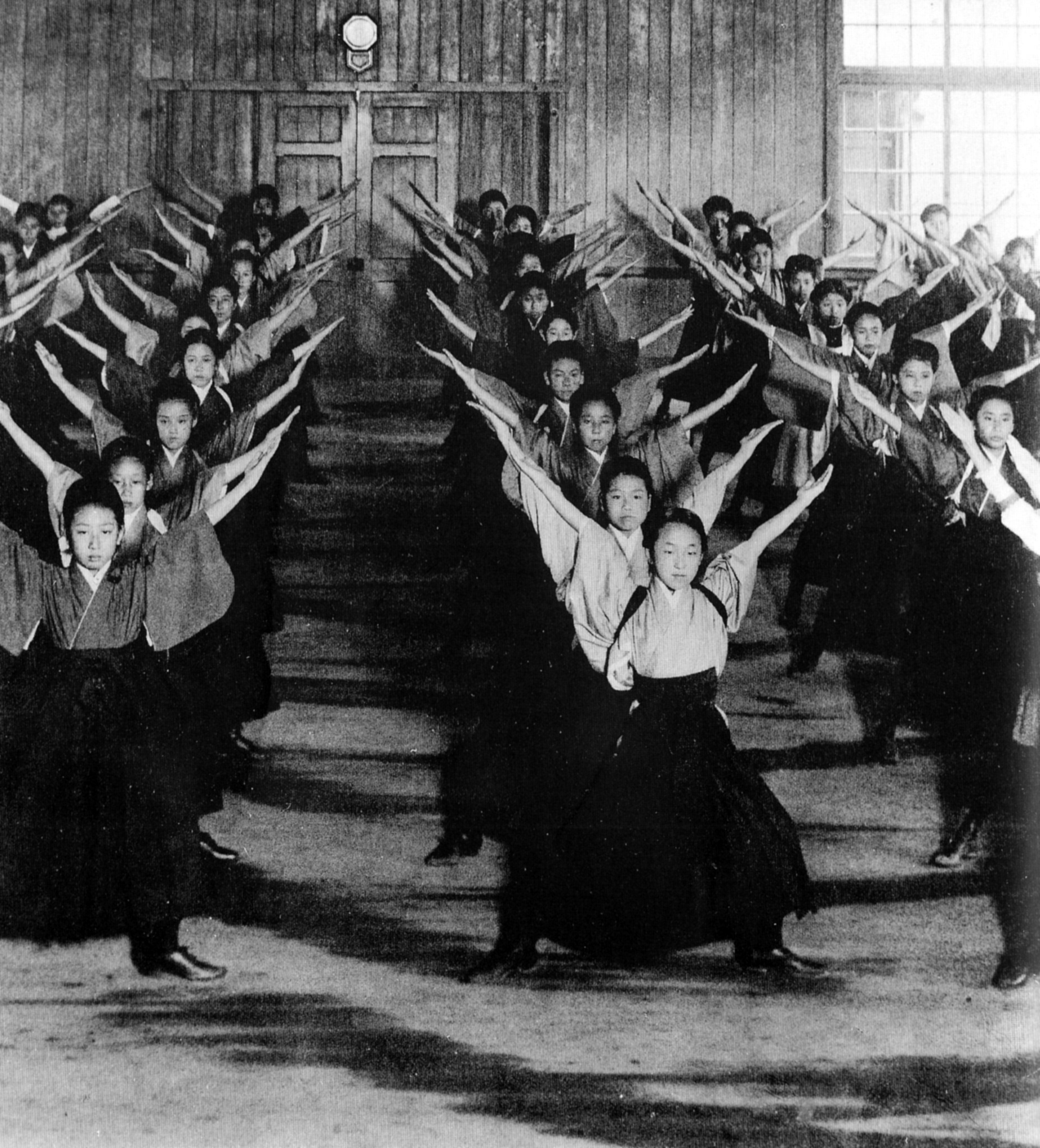
学習院女学部の授業風景、最前列右が良子女王（1916年撮影）

1907年（明治40年）9月2日、学習院女学部幼稚園に入園。足立たかの回想によると幼稚園では皇族は他の在籍児童らとは別室で昼食をとるが、そのとき妹の信子女王の他、後に自身と結ばれる迪宮裕仁親王（後の昭和天皇）と淳宮雍仁親王（後の秩父宮）と同室であった。教諭の野口幽香子は、この様子を見て迪宮と良子女王の縁組を予感した。
1909年（明治42年）、学習院女学部小学科入学。小学科2年生の時、授業に出たタライが分からなかったことを機に、自ら洗濯の仕方を学び、後年まで侍女たちと共に洗濯をするようになった。
1912年(明治45年/大正元年）7月30日、後の義祖父に当たる明治天皇の崩御後、母・俔子妃や妹宮とともに昭憲皇太后の元へ弔問のため参内し皇太后の目に留まる。
1915年（大正4年）、学習院女学部中学科進学。前年1914年（大正3年）4月9日に崩御した昭憲皇太后の遺志によって、1915年（大正4年）夏に迪宮裕仁親王が学友らと箱根の神山登山をした際、良子女王は同地の宮内旅館での見送りの一員に加わった。
1916年（大正5年）11月3日、迪宮裕仁親王の立太子の礼が行われた。この頃から、貞明皇后は学習院女学部へ、式典以外でも行啓して少女たちの態度を観察するようになった。学友達の回想では、少女たちがはしゃぎまわる中でも、良子女王は行儀よく落ち着き、また動作も機敏であったという。やがて良子女王は、上級生の方子女王や（後、李王垠妃、戦後に大韓民国国籍取得）同級生の一条朝子（後、伏見宮家の博義王妃）とともに、皇太子裕仁親王の有力な妃候補とみなされるようになる。
英照皇太后は九条家、昭憲皇太后は一条家、貞明皇后は九条家であり、一条朝子が有力視された。しかし、方子女王は皇太子と同い年であることが、一条朝子は血縁的に近すぎることがそれぞれ懸念され、良子女王が皇太子妃に内定するに至った。

### お妃教育と結婚延期

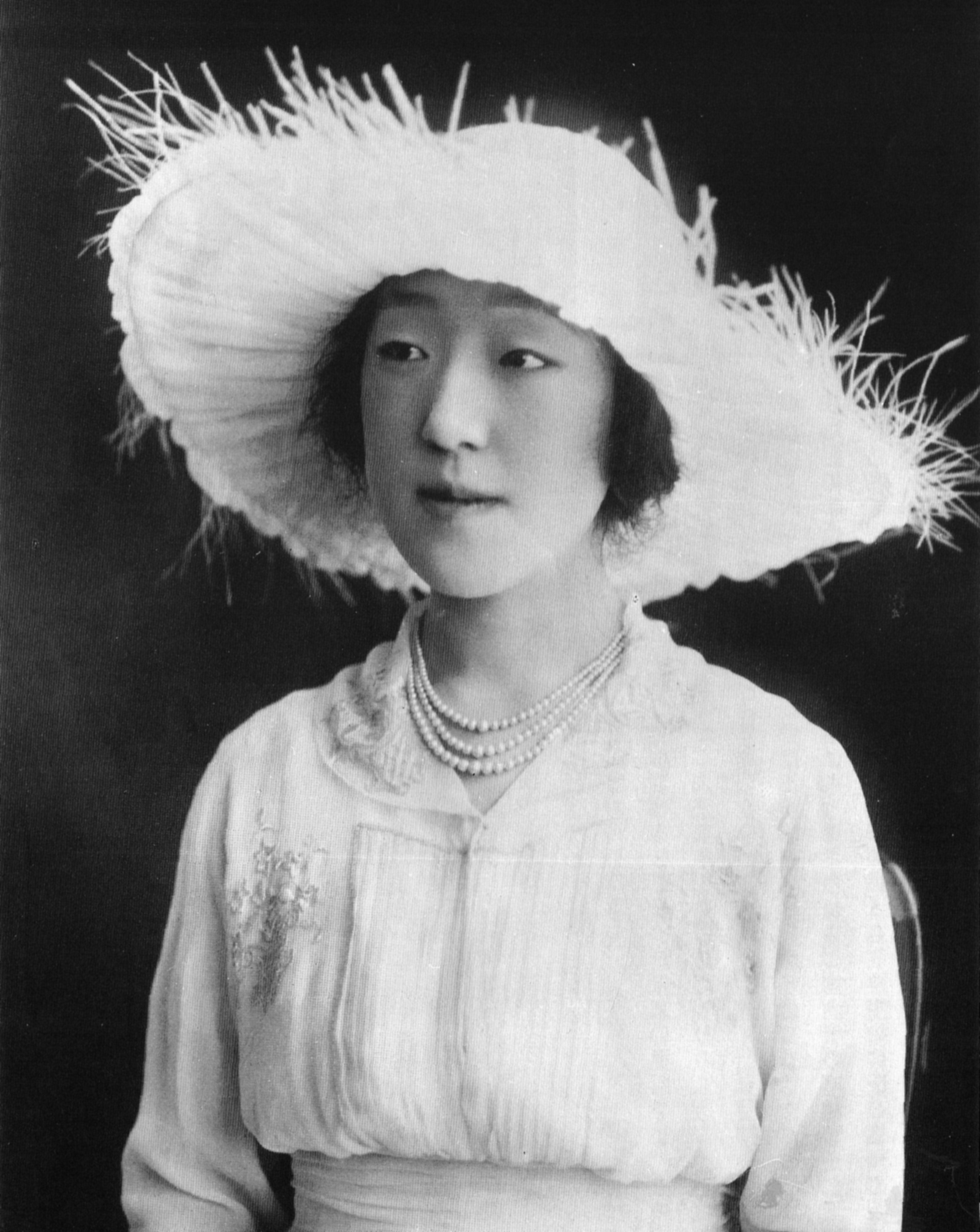
内約中の良子女王（1922年頃、満19歳）

1918年（大正7年）1月14日、宮内大臣波多野敬直子爵から、第15師団長として愛知県豊橋市に赴任していた父・久邇宮邦彦王に、良子女王が皇太子裕仁親王の妃に内定したことが伝達された。邦彦王はただちに帰京し、参内して、内約を受諾する旨を大正天皇・貞明皇后に言上した。
1月19日に報道発表されると、2月4日の学習院の朝礼で、婚約内定に伴い中途退学したことが発表された。4月13日以降は久邇宮邸内に設置された学問所で皇太子妃になる為の教育を受ける。学問所は“お花御殿”と呼ばれ、妹宮たちのほか、親しい学友である佐藤貞子（佐藤達次郎の長女、加藤成之男爵夫人）や平山信子（平山成信の五女）が学習院の授業を終えた後に通い、共に学んだ。学問所での教育は2、3年の予定だった。学問所では、教育主任の後閑菊野と起居を共にし、学問や教養、テニスや薙刀等広範に学び、またピアノを神戸絢子に師事した。
なお、皇太子妃教育のために創設されたお花御殿の建物はその後に東京市麻布区日ヶ窪（現・東京都港区麻布十番）にあった東京府立第三高等女学校（府立三女）に下賜された。第二次世界大戦後の学制改革などにより府立三女が現在の東京都立駒場高等学校と改名し、校舎を現在の目黒区大橋に移転した後、お花御殿の建物も現校地へ移築し、「仰光寮」として保存されている。
1919年（大正8年）になって、皇太子裕仁親王は自身の婚約を知った。同年6月、貞明皇后は自身が皇太子妃になった際に昭憲皇太后から贈られたダイヤモンドの腕輪を嫁になる良子女王に与えた。また11月4日、久邇宮夫妻は皇太子を渋谷の久邇宮邸に招き、良子女王と対面の機会を設けたが、儀礼的であり言葉も交わさなかった。
1921年（大正10年）11月25日、裕仁親王は摂政に就任した。また同年に入って母系島津家に色盲の遺伝があり、皇太子妃として不適当として元老山縣有朋が久邇宮家に婚約辞退を迫った、いわゆる"宮中某重大事件"が起こる。事件の内容は極秘扱いされたが、世上さまざまな憶測が流れ、中でも宮中に影響力を保持しようとする山縣の策略とする見解が強かったため久邇宮家に同情が集まり、原敬首相（原内閣）らの反山縣勢力が山縣追い落としにこの事件を利用したこともあって、最終的には翌年2月10日に宮内省から「良子女王殿下東宮妃御内定の事に関し、世上の様々の噂あるやに聞くも、右御決定は何等変更なし。」の発表が行われて事件は決着した（翌日付で新聞記事解禁）。
事件に際し、父邦彦王は貞明皇后に対し、宮内大臣の調書のみで辞退はできぬと上奏し、これが皇后を動かしたとされる。婚約内定から本事件まで、良子女王を写真付きで報じた記事は5本しかなかった。ところが、事件勃発以降、英字誌『The Far East』を皮切りに、良子女王が将来の皇太子妃・皇后に相応しい徳（資質）を有する少女であることをアピールする記事が多数発表されるようになった。情報源は、良子女王の家庭教師後閑菊野や宮務監督栗田直八郎らが中心であり、良子女王の作文や写真も掲載されていることから、久邇宮家側によるメディア工作が行われたと考えられている。
また事件を通じ、良子女王に好印象を抱いていたはずの貞明皇后が、辞退もせず、岳父としての政治的野心を見せ始めた邦彦王に立腹して、婚約に消極的になった。
事件の決着後、皇太子は史上初めてとなる外遊を行った（皇太子裕仁親王の欧州訪問）。皇太子はそこで英国王室の歓待を受け、一夫一妻制の確立に影響を受けた。また、フランスでお忍びで買い物に行った際には、久邇宮家の三姉妹のために銀の手鏡を購入して贈った。1922年（大正11年）1月22日、皇太子は宮内大臣牧野伸顕を呼び寄せ、将来の家族のプライベートな環境を保つため、女官の通勤制について意見を述べた。
- 立太子した裕仁親王（1916年、満15歳）
- 内約中の良子女王（1918年頃、満15歳）
- 婚約内定に際する記念写真、最前列中央が良子女王
- 『御婚約御変更無し 宮内大臣辞職確定』を報じる東京朝日新聞（大正10年2月11日）

### 良子女王とメディア露出
宮中某重大事件後の1922年3月、牧野大臣から勅許に関する話を受けて以降、久邇宮家側は良子女王の参拝や訪問に合わせて写真取材を許した。特に、6月10日に幕張海岸で着物の裾をたくし上げながら潮干狩りに興じるスナップ写真は、大きな波紋を呼んだ。宗秩寮御用掛倉富勇三郎や同総裁徳川頼倫は困惑し、西園寺八郎式部次長は激しく非難した。
6月20日、宮内大臣牧野伸顕は結婚を許可する親書に署名するよう皇太子に求め、父大正天皇に代わって摂政として署名することによって、勅許が下りた。同年9月28日に納采の儀、翌1923年（大正12年）11月27日に婚儀が定められた。
勅許が下りた際、牧野大臣は邦彦王に、写真や記事への良子女王の露出を控えるよう、明確に要請した。良子女王ら久邇宮家の同年9月の東北訪問は、牧野から邦彦王に直々の要請により、写真に撮られることを避けるために中止された。また、同年9月から翌年2月頃には、徳川宗秩寮総裁や、酒巻芳男、二荒芳徳により、良子女王の洋行の計画が推進された。最終的に、牧野大臣の強い反対により洋行計画は立ち消えとなるが、さらに倉富に至っては、国内外を問わず良子女王の外出そのものに否定的だった。
9月28日、納采の儀、賢所皇霊殿神殿に奉告の儀、神宮・神武天皇山陵・明治天皇山陵・昭憲皇太后山陵に奉幣の儀、勲章を賜うの儀、賜剣の儀が執り行われた。午前8時に、納采の勅使として、侍従長徳川達孝伯爵が、さらに午後1時30分には、勲章を賜うの勅使として侍従次長小早川四郎男爵が、それぞれ久邇宮邸に遣わされた。これにより正式に婚約が成立し、皇族身位令第10条の規定に基づき、良子女王は勲一等宝冠章を受章した。一連の儀式の後、婚約が正式に告示された。
婚約後の1923年（大正12年）春、久邇宮家一家は、九州・四国・関西を40日かけて旅行した。後に香淳皇后が還暦を迎えた際、60年間の楽しい思い出として真っ先にこの時のことを挙げている。この西日本旅行に際して、良子女王の旅程や、言動・ファッションが大々的に報じられた。さらに久邇宮家は記者による自由な写真撮影を許容し、良子女王が各地で見せる生き生きとした姿は、新聞・雑誌記事の他、絵葉書や『良子女王御巡遊画報』により大々的に報じられた。こうして表象された良子女王は、各地で奉迎を受け、福岡市で10万人、久留米市で15万人が沿道に集い、警備もソフトなものであった。当時は日本に新中間層が確立された時期と重なり、良子女王はメディアにおいて「スポーツや音楽を愛好する若い女性」として描かれ、皇室の世俗的な人気を高めた。社会が大衆化していく中で、容姿やファッションに注目が集まる「スター化」により皇族像が転換し、良子女王はその象徴的存在であったと考えられている。
同年夏、良子女王は新潟県赤倉の細川護立侯爵が前年に建てた別荘で過ごしていた。9月1日の関東大震災に際し、婚約者である皇太子の無事の報に安堵するとともに、被災者のための着物づくりに取り組んだ。同月中、二度にわたって首都を視察した皇太子は、自ら婚儀の延期を決定した。
さらに、同年12月27日には虎ノ門事件が発生し、皇室に暗い影を落とした。

### 皇太子妃時代

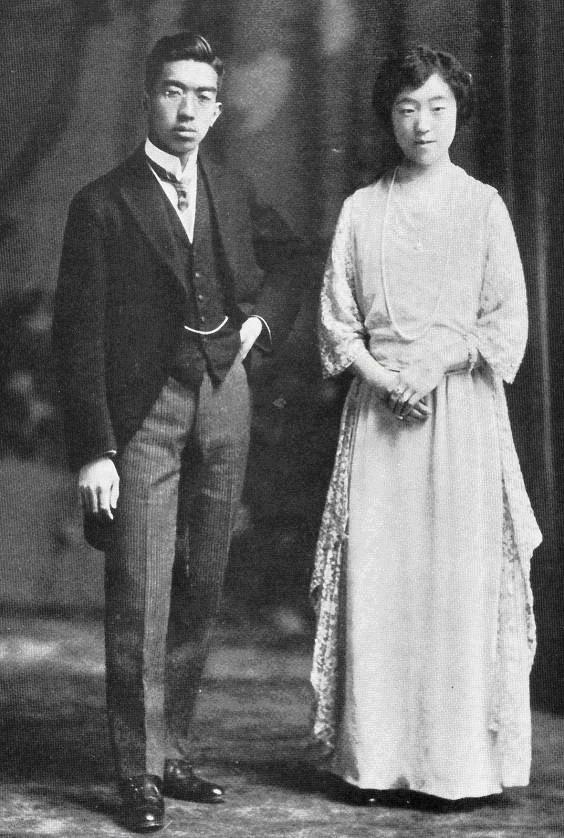
成婚直後の皇太子裕仁親王と同妃良子女王。撮影時点では、皇太子は口髭を生やしていない。（1924年撮影）

1924年（大正13年）1月7日、結婚に先立ち東宮職女官官制が制定され、女官は既婚で通勤も可能となり、典侍をはじめとする官職や源氏名も廃され、皇太子の主体的な意思により一夫一妻制を目指すこととなった。
1月12日、成婚の日が1月26日であると告示され、同日に告期の儀も執り行われた。
1月25日、成婚前夜には久邇宮邸で別れの宴が開かれ、良子女王のピアノ伴奏で、出席した家族や側近たちが心を込めて「蛍の光」の替え歌を合唱して良子女王を祝福した。成婚当日、朝3時に起床し、午前4時に庭園内の祖先の霊殿を参拝した。十二単に着替えた後、東宮侍従長入江為守子爵の迎えで、久邇宮邸を発ち、高樹町、青山南町、電車線沿いに表町通赤坂見附、永田町通霞ヶ関、桜田門、祝田町通を経て（地名は当時）、宮城（皇居）正門に至った
儀式は、史上初の神道様式の婚儀であった大正天皇・貞明皇后とほぼ同一だった。奉祝のイルミネーションや歓呼の中、久邇宮夫妻は赤坂の東宮御所（現迎賓館赤坂離宮）の前で建物の明かりを見、立ち去った姿が報じられた。
裕仁親王は結婚を機に口ひげを生やし、また生涯にわたり妃を「良宮（ながみや）」の愛称で呼んだ。夫婦関係はこの頃より円満で、当時東宮侍従であった岡本愛祐の回想によれば、当時も手をつないで散歩をするなどしていた。同年8月から1か月余りの間、夫妻は福島県耶麻郡猪苗代町の高松宮翁島別邸（現天鏡閣）で、西欧式の新婚旅行として新婚の夏を過ごした。若い二人の姿は、文部省主導の生活改善運動を背景に、人々の憧憬を集めるところとなった。
1925年（大正14年）12月6日午後8時10分、第1皇女子（第1子）である照宮成子内親王を出産し、関東大震災から復興途上の慶事として盛大な祝賀を受ける。照宮のために、3人の乳人が選ばれたが、夜間以外は使わず可能な限り自らの母乳で養育をした。乳人の回想によれば、夜間、皇子室で看護婦に連れられた照宮に授乳する際、金屏風の奥に良子女王も控えていたという。乳人が奉公した9か月のうち、良子女王と乳人が直接対面したのは3回だけであった。照宮出産に前後して、皇族の妊娠・出産に関する報道が増加し、以後良子女王は「母」のイメージで報じられるようになる。
翌1926年（大正15年）、葉山御用邸で療養中の大正天皇の体調はいよいよ悪化し、12月13日に皇太子夫妻は葉山に参上するも、帰京できない重篤な状態が続いた。そして、12月25日午前1時25分、大正天皇は崩御した（47歳没）。
- 成婚時の良子女王（1924年撮影）
- 新婚の皇太子夫妻（1924年撮影）
- 皇太子一家（1925年撮影）

### 立后

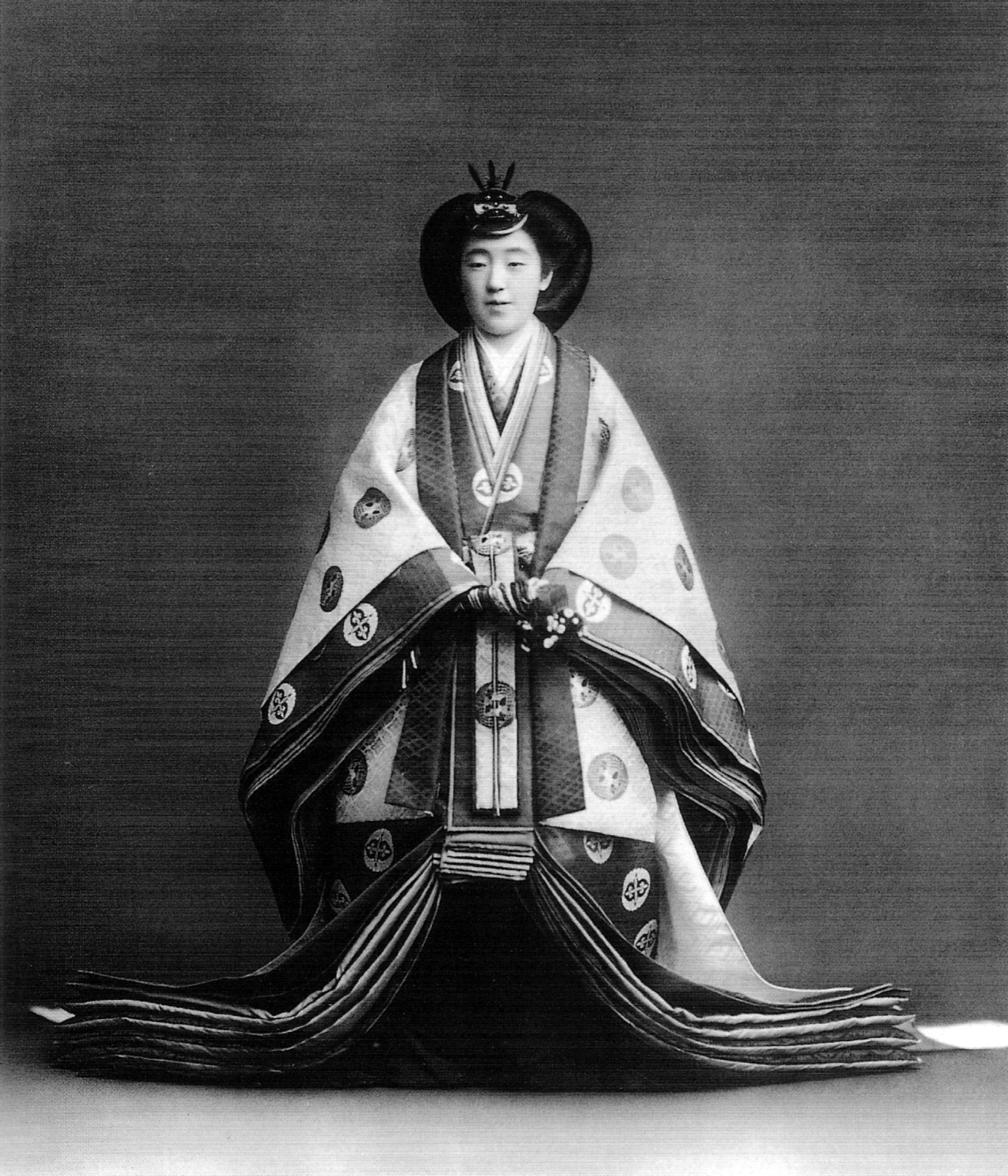
即位礼に際し、五衣・唐衣・裳姿の皇后（1928年撮影）

1926年（大正15年）12月25日、義父・大正天皇崩御により、義母・皇后節子は皇太后となり、摂政宮皇太子裕仁親王の第124代天皇践祚に伴い立后された。午前3時15分、宮中で掌典長九条道実が祭典を行うとともに、葉山御用邸で剣璽等渡御の儀が執り行われた。裕仁親王妃良子女王は第119代天皇・光格天皇の皇后（中宮）である欣子内親王（在位：1794年 - 1820年）以来の「皇族出身の皇后」となった。
昭和時代の新天皇・皇后は洋風の暮らしに慣れ、また良子皇后がすでに第2子を懐妊していたこともあり、引き続き赤坂離宮に居住し続けた。
1927年（昭和2年）9月10日、第2皇女子（第2子）の久宮祐子内親王を出産するも、翌1928年（昭和3年）に敗血症のため夭逝。香淳皇后は自ら死化粧を施し、昭和天皇も禁を破り通夜に出席した。皇后は悲しみから、久宮と同じ大きさの人形を作らせた。
同年9月28日、昭和天皇・香淳皇后は那須での静養後、いよいよ宮城（、皇居の当時の呼称）に住居を移転する。夫妻は慣例を破って、寝室を同室とした。
同年11月10日、即位の大礼が京都御所で執り行われた。なお、この際、京都府・三重県・奈良県を行啓して以降、御用邸での静養を除き、地方を視察することは長年にわたり無かった。
翌1929年（昭和4年）1月27日、静岡県熱海市で療養中の父久邇宮邦彦王の容体が急変し、良子皇后はお召し列車ではなく通常の列車で久邇宮熱海別邸へ向かい、その臨終に立ち会った（55歳没）。
- ローブ・デコルテ、第一ティアラに勲一等宝冠章（現：宝冠大綬章）を佩用した正装姿（1928年撮影）

### 皇位継承者問題

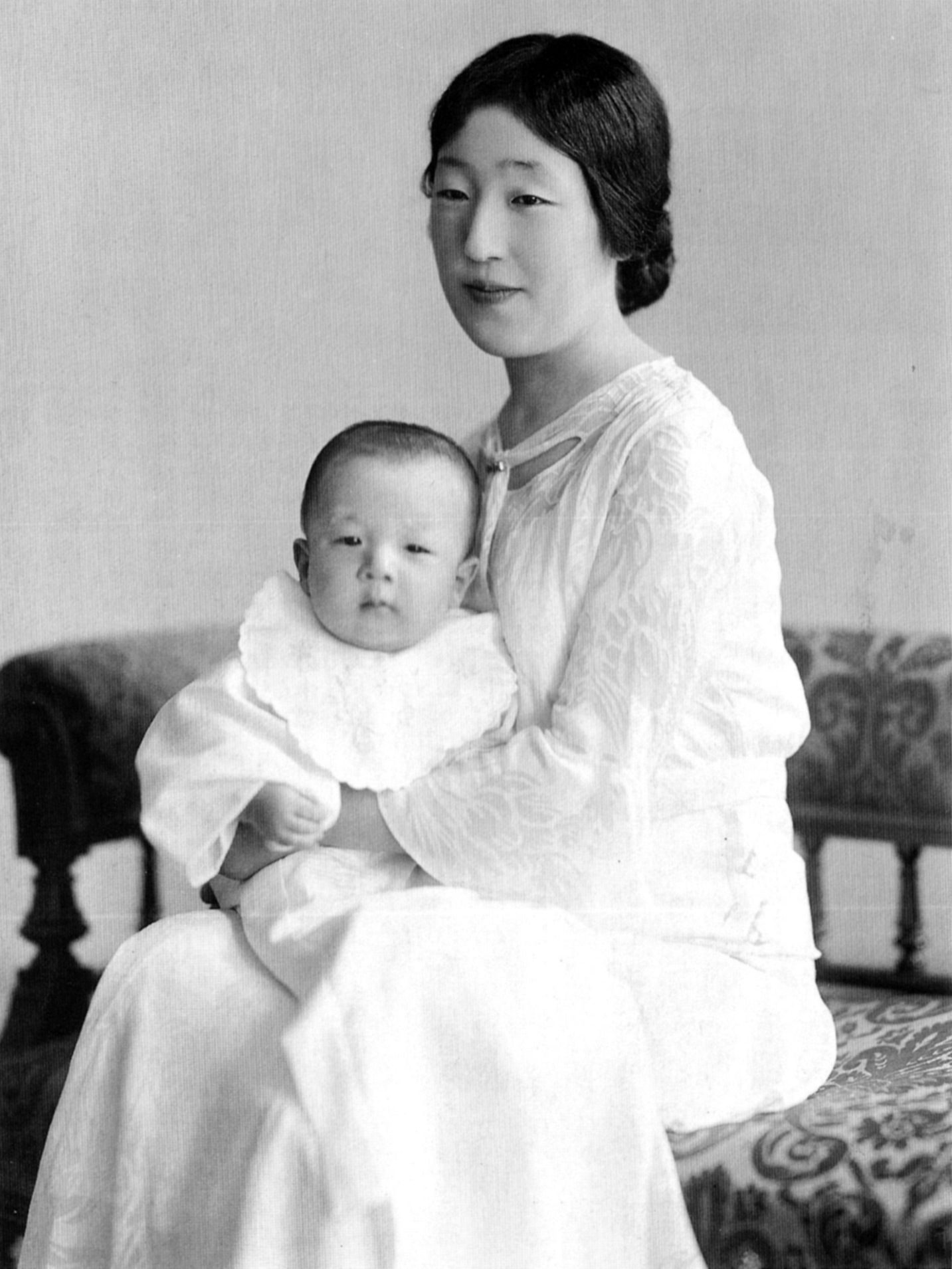
1934年（昭和9年）、長男の継宮明仁親王を抱く香淳皇后

1929年（昭和4年）9月30日、第3皇女子（第3子）の孝宮和子内親王を出産する。この時、ラジオ放送が「親王誕生」と誤報したため、人々の落胆は大きくなった。1931年〈昭和6年〉3月7日には、第4皇女子（第4子）の順宮厚子内親王を出産した。
他方、1928年（昭和3年）9月28日に秩父宮雍仁親王と松平節子（改名し勢津子）が結婚すると、貞明皇后は次男の秩父宮夫妻に愛着を寄せ、翌年の孝宮誕生の直前に、秩父宮夫妻の結婚1周年の祝いとして男子誕生の期待をかけた贈り物を贈ったり、和歌を詠んだ。
このように昭和初期には、連続して4人の皇女子（内親王）が誕生し、未だ皇位継承権を有する皇男子が不在の状況が続いた。元宮内大臣の田中光顕は側室制度（一夫多妻制）の復活を目論みたが、この案は昭和天皇が「人倫に反することはできない」として、これを拒否した。また、聡明で国民的人気もある皇嗣の秩父宮を即位させる動きも存在した。
1930年（昭和5年）12月23日、大日本連合婦人会が結成されると、同会理事長には皇后宮女官長を辞した島津治子が就任し、香淳皇后の誕生日（地久節）である3月6日を「母の日」と定めた。
1932年（昭和7年）に学齢を迎えた第1皇女子・照宮は、甘やかされて育ったと義弟の高松宮宣仁親王らから批判され、天皇・皇后との妥協案として新築された呉竹寮に移り親元を離れて教育されることとなった。以後、妹宮達も順に呉竹寮に移り、親元を離れることとされた。呉竹寮の一部は戦後、吹上御苑に移築され「林鳥亭」として現存する。
1933年（昭和8年）7月1日、皇后の第5子懐妊が公表された。同日午前11時、天皇は大宮御所に行幸し、皇太后が何人たりとも立ち入れない大正天皇御霊殿で、異例の参拝を行った。そして12月23日午前6時39分、皇后は第1皇男子（第5子）・継宮明仁親王を出産した。待望の「皇太子」誕生とあり、文部省は翌月に『皇太子殿下御誕生奉祝歌』を発表。民間でも『皇太子さまお生まれなつた』（作詞：北原白秋、作曲：中山晋平）という奉祝歌が制作され、宮城前の万歳三唱・旗行列・提灯行列・花電車・奉祝会など日本全体が祝賀ムードに包まれた。
1935年（昭和10年）11月28日、第2皇男子（第6子）の義宮正仁親王（現：常陸宮）を出産。また、皇室の神格化が推進され、継宮明仁親王に至っては1937年（昭和12年）より東宮仮御所にて養育され、親子でありながら土日以外には面会することさえできなくなった。皇后は明仁親王のために好物の豆腐料理を手ずから用意していたが、親王が皇后の手料理を口にすることはなかった。1939年（昭和14年）3月2日、第5皇女子(第7子/末子)の清宮貴子内親王を出産。
- 『天津日嗣の御子御降誕』と皇太子明仁親王誕生を報じる富山日報（昭和8年12月24日）
- 雛祭りを祝う皇后と皇女たち（1940年3月撮影）
- 日米開戦前日の昭和天皇一家（1941年12月7日撮影）

### 戦時下の皇后

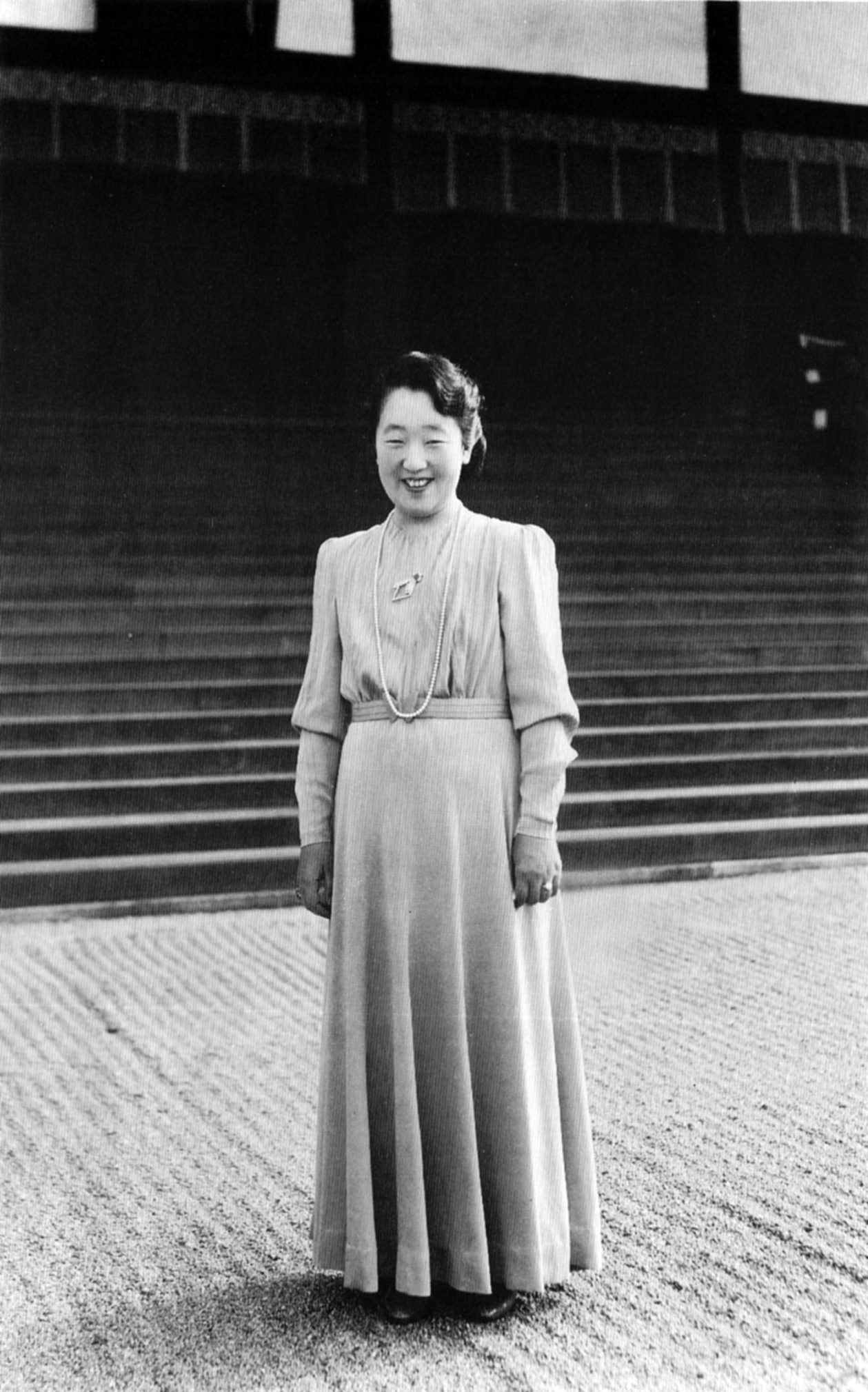
単独で関西を行啓した皇后、京都御所紫宸殿前にて（1941年5月撮影）

香淳皇后は、1932年（昭和7年）4月、1933年（昭和8年）4月、1937年（昭和12年）4月に靖国神社を参拝していたが、支那事変（のち日中戦争）の勃発以降は年2回参拝（若しくは天皇の親拝に合わせて宮城で黙祷）するようになった。1933年10月と1941年3月には、単独で同神社を参拝している。
皇后はさらに、1938年（13年）春～初夏にかけて、皇族妃・王公族妃を日本・朝鮮・台湾に派遣し、病院や療養所を慰問させた。皇后の名代として、皇族妃を各地に派遣することを通じ、「国母」「慈母」のイメージを浸透させていった。そして自身も戦前・戦時中にかけて単独公務を行い、日本各地への行啓が当時のニュース映画などでも報道された。この頃には、新聞やラジオ、ニュース映画等のメディアにおいて「国母陛下（こくぼへいか）」という呼称も用いられていた。同年10月27日に日本軍が武漢を攻略すると、昭和天皇と香淳皇后は過去になく、夜、二重橋に現れた。
1940年（昭和15年）には紀元二千六百年記念行事が執り行われ、11月10日には記念式典が、11月11日には奉祝会が宮城前広場で行われ、昭和天皇とともに臨席した。香淳皇后は、夫帝に付き従うスタイルを貫いていたが、11月11日の夜になって照宮、孝宮、順宮、義宮の4子を伴って二重橋前に現れ、天皇や皇太子（継宮）とは異なる主体として、かつ「母」のイメージで国民の歓呼に応えようとした（実際には暗く、皇后らの持った提灯しか見えなかった）。1941年（昭和16年）5月15日から20日までの6日間で単独で三重県・奈良県・京都府を行啓したが、神社や天皇陵以外では、京都陸軍病院（現在の国立病院機構京都医療センター）と修学院離宮のみであった。唯一、18日の3万人が動員された奉迎式が「君民一体」を現出し、皇后の実像が「慈母」のイメージに重ね合わされた。
同年12月8日、真珠湾攻撃及びマレー作戦により対英・米開戦し（大東亜戦争/太平洋戦争開戦）、翌1942年（昭和17年）2月15日にはシンガポールを陥落させた。2月18日、戦勝祝賀式に際し、騎乗した天皇が二重橋前に現れた後、皇后は照宮、孝宮、順宮、そして継宮（皇太子）を伴って二重橋に現れ、十数万人の市民の歓呼に応えた。
例年、皇后誕生日には恩師でもある野口幽香を宮中に招き歓談していたが、この年初めて、クリスチャンである野口は皇后からキリスト教（聖書）の講義を行うよう求められた。このことは女官長保科武子や女官伊地知幹子も支持し、皇后宮大夫広幡忠隆も尽力した。同年4月から1947年（昭和22年）5月まで、計15回にわたり野口から進講を受けた。
1943年（昭和18年）春～秋にかけて、再び皇族妃・王公族妃を各地の視察・慰問に派遣した。自らも5月19日に東京市内を視察したが、質素ながら調えた衣服で、また積極的に臣民に声をかけて回った。5月13日には野口から約11か月ぶりに第4回目の進講を受けたばかりであり、皇后の変化にはキリスト教思想の影響が指摘されている。同様に6月18日に第5回目の進講を受け、6月21日の多摩御陵参拝後に南多摩郡七生村（現日野市）の農村を視察した際も、熱心に視察し、大きく報道で取り上げられた。天皇の地方視察が無くなる一方、皇后や皇族妃の姿が可視化され、質素倹約の模範となった。
同年10月13日、第1皇女子・照宮成子内親王が盛厚王（東久邇宮稔彦王第1王男子）と結婚。翌1944年（昭和19年）には他の5人の皇子女達も疎開（学童疎開）して東京を離れたが、皇后自身は昭和天皇とともに東京都に留まった。同年9月30日には、宮中服が定められ、皇后は戦後まで長く着用した。12月23日、皇后は皇太子明仁親王の11歳の誕生日に合わせ全国の疎開児童にビスケットを配布し、御歌（みうた、和歌）を添えて激励した。
またこの頃には、「皇后は天皇の仕人」とされたため天皇の乗る自動車には同乗できなくなったともいう。戦中の食糧難の折には、国民と同じように皇室への食糧配給も厳しくなる中、天皇と夕食を共にする際、二人で相談して、必ず料理の一皿か二皿を残し、侍従や女官に下げたという。戦争末期には、皇后自ら吹上御苑で野菜を作り養鶏も行い、さらに敗戦後は引揚者のための布団や着物作りを行った。
1945年（昭和20年）3月10日、東京大空襲の中、東久邇宮家に嫁した盛厚王妃成子内親王が長男の信彦王を防空壕で出産した。昭和天皇と香淳皇后にとって初孫の誕生となった。そして、同年8月15日、昭和天皇によるラジオの玉音放送を聞き、敗戦を迎えた。

### 戦後の変革と「皇后の和服姿」

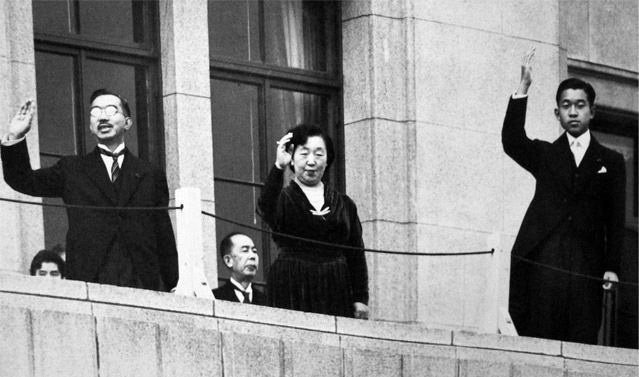
明仁親王の立太子後、国民の歓呼に応える（1952年11月10日撮影）

1945年（昭和20年）秋、疎開していた皇子女たち5人が帰京し、団欒の時間を持つことができるようになった。翌1946年（昭和21年）2月から、昭和天皇は沖縄県を除く日本各地を巡幸した（昭和天皇の戦後巡幸）が、皇后は当初同伴しなかった。皇后は、単独で首都近郊の行啓を再開し、9月4日に初めて地方巡幸に同伴した。
同年10月17日、継宮の家庭教師としてエリザベス・ヴァイニングが来日し、天皇、皇后、そして継宮に初めて対面した。後に皇后自身もヴァイニング夫人から英語を習うようになった。
1947年（昭和22年）1月16日、皇室典範（現行）が公布され、5月3日、日本国憲法と同日に施行された。10月14日、皇后の実家である久邇宮家や成子内親王の婚家である東久邇宮家も含む11宮家51人が、皇室典範の規定により臣籍降下（皇籍離脱）した。
皇室の在り方が一変した後は、皇后同伴の公務が一般的になったこともあり、積極的に国民と親しもうとする夫・昭和天皇の意向を汲んで各種の活動を活発に行った。1947年（昭和22年）の日本赤十字社名誉総裁就任をはじめとして、1952年（昭和27年）以降の全国戦没者追悼式、1964年（昭和39年）の東京オリンピック開会式、1970年（昭和45年）の日本万国博覧会開会式、1972年（昭和47年）の札幌オリンピック開会式および沖縄復帰記念式典などへの出席はその例である。靖国神社、護国神社への天皇親拝にもたびたび同行している。
また皇女たちの結婚にあたり、長女成子内親王の例から、娘たちの意思を尊重するためのお見合いやデートを勧めた。第3皇女子の孝宮和子内親王は、1950年（昭和25年）5月20日に鷹司平通（旧公爵家の嫡男）に降嫁した。この時、天皇・皇后、皇太后は披露宴にも参列した。
1951年（昭和26年）5月17日、貞明皇后が崩御した。皇后は、この急な悲しみを『母宮追慕の日記』として綴った。
1952年（昭和27年）元日、初めて「天皇ご一家」としての写真が公表された。10月10日、第4皇女子の順宮厚子内親王が池田隆政（旧侯爵家の嫡男）へ降嫁した。順宮の婚礼に参列する際、香淳皇后は初めて公の場で和服を着用した。このとき皇后が着用したのは、金茶色に自身でデザインした鳩の図案であった。戦後、天皇の退位論や戦争責任論が起こる中、皇后を親しみやすさのシンボルとする必要性が生じていた。一般国民が和服を多く着用していた時代であり、「私たちと同じ存在」として好意的に受け止められた。
同年には、田中千代が皇后の衣装アドバイザーとなっていた。皇后の宮中服姿は評判が悪かったが、英国王室のように最先端のデザインを取り入れることは予算的に困難であったため、和服を着用するに至った。こうした金銭的状況による質素な皇室というイメージも、高度成長期前の日本国内では、皇室の身近さのアピールに有効であった。ただし、皇后の持つ「7人の子を持つ母」のイメージは当時としても少し古いものであり、後のミッチー・ブームのような熱狂的な支持を受けるには至らなかった。
また、同年11月10日には継宮明仁親王の立太子の礼が挙行され、日本国との平和条約発効に伴う主権回復（GHQ/SCAP被占領統治終了）後最初の国事として国民的な祝賀を受けた。
皇后の和服着用に先立つ1948年（昭和23年）元旦及び1月2日、「国民参賀」が行われるようになり、主権回復後は新年祝賀の儀が国事とされた。1953年（昭和26年）からは天皇・皇后がバルコニーに立つことが予告されるようになった。こうして1953年以降、元日の新年祝賀の儀及び「プライベートなご一家写真」の公表、1月2日の一般参賀における「パブリックな現前性」という、二重の表象性が確立された。その初回である1953年（昭和28年）1月2日の「一般参賀」に皇后は和服で現れ、「民族性と伝統を強調する」メッセージ性を発信した。
1954年（昭和29年）、北海道における昭和天皇の戦後巡幸、第9回国民体育大会への出席に同行。8月6日から8月23日にかけた長丁場の行幸啓であり、体調を崩すこともあったが道南、道央、道東を巡った。帰京には千歳空港から羽田空港まで日本航空の旅客機に搭乗。天皇ともども民間旅客機に登場した初のケースとなった。
『主婦の友』1955年1月号から、小山いと子による実名小説『皇后さま』が連載され、人間らしい「良さま」や「裕仁さま」が読者に好意的に受け止められた。
- 天皇と宮中服姿の皇后（1946年撮影、皇居前広場での「日本国憲法公布記念祝賀都民大会」にて）
- 三女の孝宮和子内親王と鷹司平通の婚礼（1950年5月20日）

### 皇太子明仁親王の結婚と側近を巡る対立

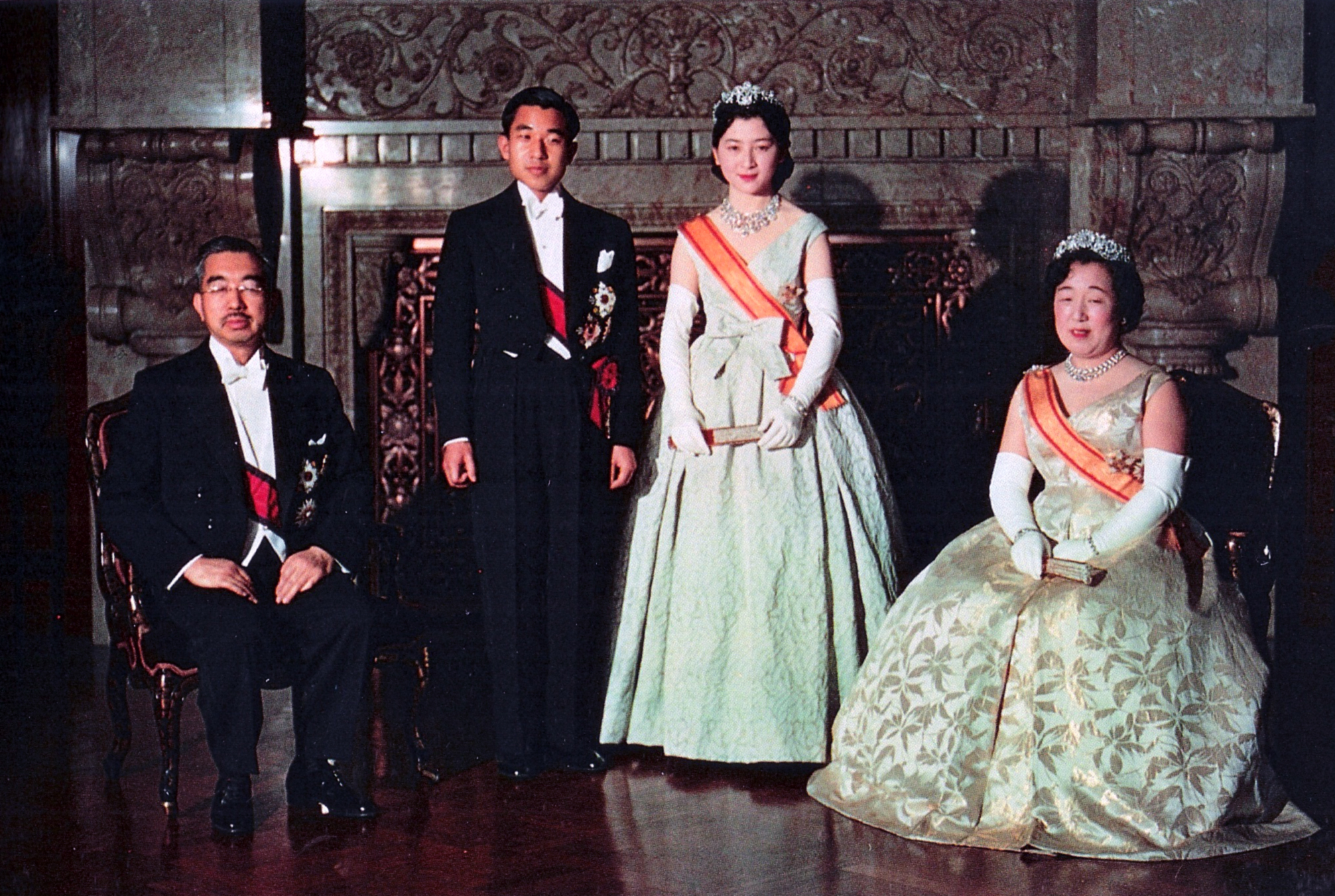
皇太子明仁親王と正田美智子の結婚（1959年4月10日）

皇太子明仁親王（当時）と民間出身である正田美智子との婚約が決定された（当時の感覚では貴賤結婚）際には、婚約内定に前後した10月1日に秩父宮妃勢津子や高松宮妃喜久子に対し「東宮様のご縁談について平民からとはけしからん」などと強い不快感を示していた。また、夏の時点でも、両妃に加え松平信子に対して同様の趣旨を述べていたとされる。
『入江相政日記』においては、「松平が宮崎白蓮などとともに、正田家に婚姻辞退を迫るべく右翼団体を動かして圧力をかけようとした」と記述されている。香淳皇后自身は、成婚以後は表立って美智子妃に反感を示すことはなかったが、1975年（昭和50年）の訪米に際して羽田空港で挨拶する美智子妃を無視する映像が残されており、後々まで尾を引いた。
1960年（昭和35年）11月、第1皇女子（長女）の東久邇成子が病に倒れた。すでに末期癌が進行し、翌年4月からは宮内庁病院に入院。最後の入院の間、天皇・皇后二人で28回、皇后単独で34回、私事のため人目を回避しながら見舞いに訪れたが、7月に成子は35歳で逝去した。天皇ともども愛娘の死に大きな衝撃と悲しみを受け、皇后は病室の外の聞こえるほど嗚咽した。一方、皇后は成子の病状が悪化する中、電気治療などの医業類似行為を進めようとし、侍医との関係に不和が生じた。
成子の逝去以降、香淳皇后は入江が「魔女」と呼ぶ女官今城誼子の影響を強く受けるようになった。昭和40年代、特に1966年（昭和41年）から1972年（昭和47年）にかけ今城を巡るトラブルが頻出した。『入江日記』によれば、今城は新興宗教に深く関わり、粗暴な言動で周囲の顰蹙を買っていたことから、同日記中に「魔女」と名づけられ登場する。
今城は、天皇・皇后の高齢化を鑑みて当時簡略化が進められていた宮中祭祀に皇后を介して口を挟み、また天皇皇后の欧州歴訪において皇后が今城の同行を強く求め、一時は天皇単独での訪問が検討される事態となった。皇后は1967年頃には今城を女官長に据えようとし、これに反対する高松宮・同妃らが松平信子を推す動きもあった。結局、1969年（昭和44年）4月に元皇族妃で高松宮妃喜久子とも交流があった北白川祥子が女官長に就任した。入江相政侍従長等の側近たちは天皇の同意を取り付けて、1971年（昭和46年）に今城を宮内庁から追放した。皇后は「解任を最後まで惜しんだ」とされる。

### 二度の外遊

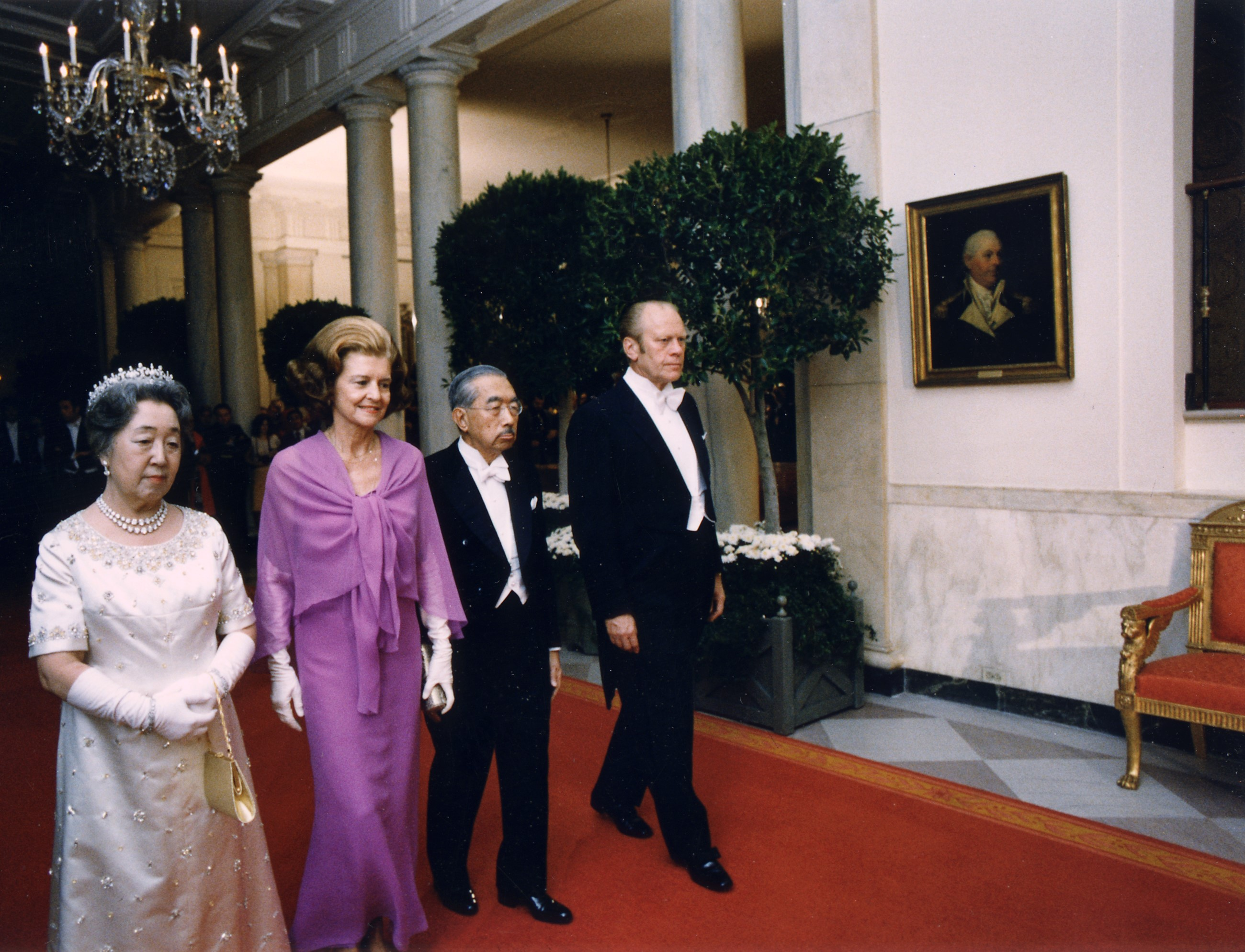
1975年（昭和50年）訪米時の、
昭和天皇、香淳皇后とフォード大統領、ベティ同夫人夫妻

皇后は海外経験が無く外遊を強く希望しており、これを知った高松宮妃喜久子が吉田茂元首相を介して佐藤栄作首相に、来日したベルギー王弟アルベール王子を介してベルギー国王ボードゥアン1世にそれぞれかけあい、同国を含む外遊が実現するに至った。
1971年（昭和46年）9月から10月にかけ、昭和天皇と共に訪欧。香淳皇后にとっては、これが初めての外国訪問となった。米国アラスカでの乗り継ぎを経て、デンマーク、ベルギー、フランス、イギリス、オランダ、スイス、西ドイツ各国を訪問した。基本的に天皇に同伴する旅程ではあったがブリュッセル滞在時には、グラン＝プラスを徳川義寛侍従次長の案内で一人で散策し、お忍びで小便小僧を見物に出る機会もあった（天皇は50年前に見たとのことで出掛けなかった）。グラン＝プラスでは徳川侍従次長から借りた金で、95ベルギーフラン（約630円）のレースの人形を買い、後に記者に「孫たちへのお土産にするか、それとも自分のにしようかと迷っています」と述べた。パリでは、かつてのフランス語教師とも再会し、天皇と共にお忍びでレストランを訪問しエスカルゴを食した。
1973年（昭和48年）、第1皇女子（長女）・東久邇成子の長男で、自身にとっては初孫にあたる東久邇信彦が長男・征彦を儲け、昭和天皇・香淳皇后の初曾孫となった。1974年（昭和49年）には金婚式を迎え、記者団の「楽しかった思い出は何か」という問いに、天皇皇后ともに欧州訪問を挙げた。翌年の訪米にも行幸に同伴した。訪米に先立ち、史上初めて正式な形の記者会見が開かれた。
- 訪欧の途上、米国ニクソン大統領・パット夫妻と懇談（1971年9月26日）
- オランダ訪問時（1971年10月8日）
- 西ドイツ発行の訪欧記念切手スタンプ

### 昭和後期
1976年（昭和51年）には政府主催の「天皇陛下御在位五十年記念式典」に出席し祝賀を受けるものの、この頃から心身に老いの兆候が目立つようになる。翌年の夏に那須御用邸内で転倒した際に腰椎を骨折。側近はこのことを伏せ、適切な治療が遅れたため完全な回復は不可能な状態となる。この事故を境に認知症など心身の老いの兆候は顕著になった。歩行に際しても杖を用いることが多くなり、散歩の際に天皇が手を引く姿も見られた。式典・行事に際しても北白川女官長らが介添えしていた。
1984年（昭和59年）に成婚60周年を迎え、同年夏には新婚時代を過ごした猪苗代湖畔の天鏡閣を再訪した。天皇は折に触れて皇后を気遣い、1986年（昭和61年）3月6日の皇后誕生日に際しては手をつないだ写真が公表され、翌1987年（昭和62年）4月21日の昭和天皇の生涯最後の記者会見でも「なるべく皇后のペースに合わせるよう心がけています」と発言している。
可能な限り式典などの公務に出席を続けていたが、1986年（昭和61年）1月2日の新年祝賀・4月29日の天皇誕生日祝賀を最後に出席できなくなり、同年に政府主催で開催された「天皇陛下御在位六十年記念式典」は欠席。同年9月30日以降は日課にしていた散歩も取り止めるようになる。車椅子を頻繁に利用するようになり、1987年（昭和62年）12月11日、新年用の写真撮影後に軽い心臓発作を起こし、翌年以降は一般参賀にも欠席するようになった。

### 皇太后時代
1989年（昭和64年）1月7日、夫・昭和天皇の崩御に伴い皇太后となる。昭和天皇崩御の直前には、北白川女官長らわずかな側近と共に天皇を見舞い、二人だけの別れの時間を持った。その後、午前6時33分、皇太子明仁親王を含め5人の子（鷹司和子、池田厚子、常陸宮正仁親王、島津貴子）が見守る中、昭和天皇の最期を看取った。吹上御所は吹上大宮御所と改称され、引き続き良子の住まいとなった。
同年（平成元年）2月24日に、内閣の主催で行われた昭和天皇の大喪の礼（委員会委員長・竹下登首相）も欠席し、皇太后名代を常陸宮正仁親王妃華子が務めた。この年には昭和天皇の他に第3皇女子（三女）の鷹司和子（59歳没）、従兄の山階芳麿（88歳没）、実妹の大谷智子（83歳没）が死去するなど肉親との死別が続いた。
平成になって以降は認知症の症状が進行し「皇太后さまは老人特有の症状」と報道されていた。また、外出することも稀になる。1996年（平成8年）3月6日に満93歳となり、後冷泉天皇の皇后藤原寛子の数え年92歳を抜いて神代を除いては歴代最長寿となった。同年、9年ぶりに近影が公開された。

### 崩御

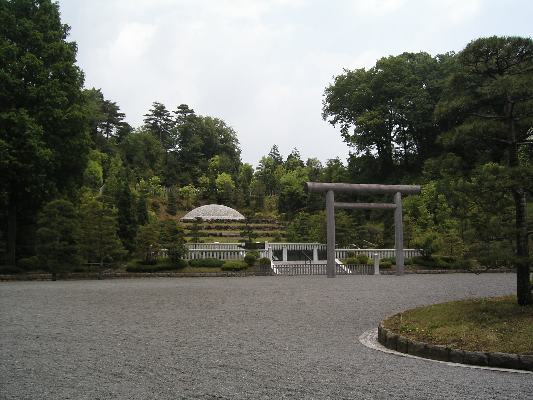
武蔵野東陵

20世紀最後の年となった2000年（平成12年）に入り、定期的に呼吸が荒くなる症状が出始めるようになり、6月16日午後4時46分、老衰による呼吸不全のため吹上大宮御所で崩御した。97歳没。歴代の皇后で最長の在位（62年と14日間）であり、神話時代を除き最長寿（97歳と102日）でもあった。
崩御の直前には4人の子女（池田厚子、天皇明仁、常陸宮正仁親王、島津貴子）をはじめ、孫も立ち会った。天皇は公務を終えて急いで吹上大宮御所に向かい、着御（到着）1分後に皇太后は息を引き取ったという。
加藤健三皇太后宮侍医長は、「高齢による諸症状が進行し全体としての容態が悪化、老衰に基づく呼吸不全となった。（酸素吸入以外の措置を取らなかったことについて）薬物治療による苦痛は避けたかった。この方針は両陛下に以前から申し上げていた」と、香淳皇后の病態と死亡原因についてアナウンスを行った。
7月10日に「香淳皇后（こうじゅんこうごう）」と追号された（明仁勅定）。香淳（こうじゅん）とは上代の漢詩集『懐風藻』で、お印と号にちなんだ「桃」から「花舒桃苑香、草秀蘭筵新（花は開いて桃の園は香しく，草は伸びて蘭のむしろは新しく感じられる）（安倍広庭「春日侍宴」）、および「四海既無為、九域正清淳」（四海は太平でよく治まり，天下に清らかであつい徳が広く及んでいる）（山前王「侍宴」）に拠る。「和書」を典拠にする諡号はこれが初めてであった。
崩御した16日が金曜日だったこともあり、夫たる昭和天皇の崩御時と同様各方面では哀悼の意を表明しつつも、比較的現実的な対応がなされた。例えば、崩御の当日と翌日（6月17日土曜日）は、中央競馬は哀悼の意を表するため、17日の競馬の全レースを中止し19日に振り替え、18日、19日の出走ファンファーレを自粛して開催された（なお、公営競技では、尼崎競艇が当日中止となっている）。翌日の甲子園の阪神 - 巨人戦は午前中に中止を決定しているが、これは皇太后崩御とは関係がなく悪天候のためであり、翌々日（6月18日日曜日）は開催している。また、大阪府大阪市中央区・道頓堀ではグリコのネオンサインが崩御当日のライトアップを自粛し、翌日は「くいだおれ太郎」も黒一色の衣装を纏っていた。
斂葬の儀は同年7月25日に豊島岡墓地で行われ、喪主は、第1皇男子（長男）の天皇明仁が務めた。また、この日に予定されていたプロ野球のオールスターゲーム（長崎県営野球場で開催）が翌日に順延となった。さらに大阪の天神祭も同年に限り翌26日に行われた。

#### 内閣総理大臣謹話
皇太后良子の崩御を受け、当時の内閣総理大臣森喜朗（第1次森内閣）は以下の内閣総理大臣謹話を発表した。

#### 御誄
崩御を受け、第125代天皇明仁は以下の御誄（おんるい：追悼の辞）を述べた。
7月25日に東京都文京区の豊島岡墓地で斂葬の儀（喪主：天皇明仁）が行われた。陵墓は、東京都八王子市長房町の武蔵野東陵。

## 年譜
- 1903年（明治36年）3月6日、東京府麻布区（現：東京都港区六本木）久邇宮邸にて、誕生。
  - 父：久邇宮邦彦王、母：邦彦王妃俔子夫妻の第1王女子。
- 1907年（明治40年）9月、学習院女学部幼稚園入園。
- 1909年（明治42年）、学習院女学部小学科入学。
- 1915年（大正4年）、学習院女学部中学科入学。
- 1918年（大正7年）1月14日、皇太子裕仁親王の妃に内定。
- 1924年（大正13年）1月26日、皇太子裕仁親王と成婚（皇太子妃冊立）。
- 1925年（大正14年）12月6日、照宮成子内親王（第1子/長女）を出産。
- 1926年（大正15年）12月25日、皇太子裕仁親王の践祚に伴い立后（第124代天皇后：皇后冊立）。
- 1927年（昭和2年）9月10日、久宮祐子内親王（第2子/次女）を出産。
- 1929年（昭和4年）9月30日、孝宮和子内親王（第3子/三女）を出産。
- 1931年（昭和6年）3月7日、順宮厚子内親王（第4子/四女）を出産。
- 1933年（昭和8年）12月23日、継宮明仁親王（第5子/長男）を出産。
- 1935年（昭和10年）11月28日、義宮正仁親王（第6子/次男）を出産。
- 1939年（昭和14年）3月2日、清宮貴子内親王（第7子/五女）を出産。
- 1989年（昭和64年）1月7日、昭和天皇の崩御に伴い皇太后となる（皇太后冊立）。
- 2000年（平成12年）6月16日、皇居・吹上大宮御所にて崩御。97歳没。
  - 7月10日、追号「香淳皇后（こうじゅんこうごう）」勅定（明仁）。
  - 7月25日、東京都文京区の豊島岡墓地で斂葬の儀（喪主：第125代天皇明仁）。

## 皇子女
昭和天皇との間に、2男5女の7人の皇子女を出産し儲ける。うち成人したのは、2男4女の6人。
|  | 御称号及び 諱・身位 | 読み                | 生年月日                   | 没年月日                              | 続柄                | 備考 |
|  | ------------------- | ------------------- | -------------------------- | ------------------------------------- | ------------------- | --- |
|  | 照宮成子内親王      | てるのみや しげこ   | 1925年（大正14年）12月6日  | 1961年（昭和36年）7月23日（満35歳没） | 第1皇女子 （第1子） | 盛厚王（東久邇宮家）と結婚後、 盛厚王妃成子内親王となる。 戦後の皇籍離脱後は、 東久邇成子（姓読み：ひがしくに）となる。 子女：3男2女(5人)。 |
|  | 久宮祐子内親王      | ひさのみや さちこ   | 1927年（昭和2年）9月10日   | 1928年（昭和3年）3月8日（満0歳没）    | 第2皇女子 （第2子） | 久宮祐子内親王、夭折。 子女：無し。 |
|  | 孝宮和子内親王      | たかのみや かずこ   | 1929年（昭和4年）9月30日   | 1989年（平成元年）5月26日（満59歳没） | 第3皇女子 （第3子） | 鷹司平通と結婚 皇籍離脱後、鷹司和子（姓読み：たかつかさ）となる。 （皇室典範第12条の規定による） 子女：無し、養子：1男(1人)。 |
|  | 順宮厚子内親王      | よりのみや あつこ   | 1931年（昭和6年）3月7日    | 存命中（94歳）                        | 第4皇女子 （第4子） | 池田隆政と結婚 皇籍離脱後、池田厚子（姓読み：いけだ）となる。 （皇室典範第12条の規定による） 子女：無し、養子：1男(1人)。 |
|  | 継宮明仁親王        | つぐのみや あきひと | 1933年（昭和8年）12月23日  | 存命中（91歳）                        | 第1皇男子 （第5子） | 正田美智子と結婚 （→皇太子妃→皇后→上皇后美智子） 明仁（第125代天皇） 1989年（昭和64年）1月7日： 父である昭和天皇の崩御に伴い、 即位（皇位継承：践祚）。 2019年（平成31年）4月30日に退位（譲位）、 上皇 (天皇退位特例法)： 2019年（令和元年）5月1日 - 。 子女：2男1女(3人)。 |
|  | 義宮正仁親王        | よしのみや まさひと | 1935年（昭和10年）11月28日 | 存命中（89歳）                        | 第2皇男子 （第6子） | 津軽華子（旧姓読み：つがる）と結婚 （→正仁親王妃華子）。 常陸宮正仁親王（常陸宮当主）皇位継承順位第3位。 子女：無し。 |
|  | 清宮貴子内親王      | すがのみや たかこ   | 1939年（昭和14年）3月2日   | 存命中（86歳）                        | 第5皇女子 （第7子） | 島津久永と結婚 皇籍離脱後、島津貴子（姓読み：しまづ）となる。 （皇室典範第12条の規定による） 子女：1男(1人)。 |

## 系譜
| 香淳皇后 | 父: 邦彦王（久邇宮） | 祖父: 朝彦親王（久邇宮） | 曾祖父: 邦家親王（伏見宮） |
| 香淳皇后 | 父: 邦彦王（久邇宮） | 祖父: 朝彦親王（久邇宮） | 曾祖母: 鳥居小路信子       |
| 香淳皇后 | 父: 邦彦王（久邇宮） | 祖母: 泉萬喜子           | 曾祖父: 泉亭俊益           |
| 香淳皇后 | 父: 邦彦王（久邇宮） | 祖母: 泉萬喜子           | 曾祖母: 不詳               |
| 香淳皇后 | 母: 俔子             | 祖父: 島津忠義           | 曾祖父: 島津久光           |
| 香淳皇后 | 母: 俔子             | 祖父: 島津忠義           | 曾祖母: 島津千百子         |
| 香淳皇后 | 母: 俔子             | 祖母: 山崎寿満子         | 曾祖父: 山崎拾             |
| 香淳皇后 | 母: 俔子             | 祖母: 山崎寿満子         | 曾祖母: 不詳               |

## 家系
香淳皇后は、久邇宮邦彦王（）の第1王女子（3男3女のうち第3子）。母は12代薩摩藩主公爵島津忠義の七女俔子（）。
皇女たちの配偶者と、香淳皇后を通じた血縁関係は次の通り。
第1皇女子：照宮成子内親王（東久邇成子）
夫である盛厚王（稔彦王の長男）は、皇后の父方の従弟。
第4皇女子：順宮厚子内親王（池田厚子）
夫である池田隆政は、皇后の父方の従甥（隆政の父池田宣政が、皇后の父方の従弟）。
第5皇女子：清宮貴子内親王（島津貴子）
夫である島津久永は、皇后の母方の従弟。
祖父の朝彦親王は男子9人を儲けており、このうち第43代内閣総理大臣東久邇宮稔彦王は叔父の一人である。この他、以下に示す系図の通り、多数の伏見宮系皇族（降下後は、いわゆる旧皇族）と血縁関係にある。
|  |  |                     |                     |                     |                     |                     |                     |                     |                     |                     |                     |                     |                     |                   |                   |                   |                   |                   |                   | 伏見宮 邦家親王         |                         |                         |                         |                         |                         |                         |                         |                         |                         |                         |                         |                         |                         |                         |                         |                         |                         |                     |                     |                     |                     |                     |                     |                           |                           |                           |                           |                           |                           |                 |                 |                 |                 |                 |                 |                 |                 |                 |                 |                 |                 |                   |                   |                   |                   |                   |                   |  |  |  |  |  |  |  |  |  |  |  |  |  |  |  |  |  |  |  |  |  |  |  |  |  |  |  |  |  |  |  |  |  |  |  |  |
|  |  |                     |                     |                     |                     |                     |                     |                     |                     |                     |                     |                     |                     |                   |                   |                   |                   |                   |                   |                         |                         |                         |                         |                         |                         |                         |                         |                         |                         |                         |                         |                         |                         |                         |                         |                         |                         |                     |                     |                     |                     |                     |                     |                           |                           |                           |                           |                           |                           |                 |                 |                 |                 |                 |                 |                 |                 |                 |                 |                 |                 |                   |                   |                   |                   |                   |                   |  |  |  |  |  |  |  |  |  |  |  |  |  |  |  |  |  |  |  |  |  |  |  |  |  |  |  |  |  |  |  |  |  |  |  |  |
|  |  |                     |                     |                     |                     |                     |                     |                     |                     |                     |                     |                     |                     |                   |                   |                   |                   |                   |                   |                         |                         |                         |                         |                         |                         |                         |                         |                         |                         |                         |                         |                         |                         |                         |                         |                         |                         |                     |                     |                     |                     |                     |                     |                           |                           |                           |                           |                           |                           |                 |                 |                 |                 |                 |                 |                 |                 |                 |                 |                 |                 |                   |                   |                   |                   |                   |                   |  |  |  |  |  |  |  |  |  |  |  |  |  |  |  |  |  |  |  |  |  |  |  |  |  |  |  |  |  |  |  |  |  |  |  |  |
|  |  |                     |                     |                     |                     |                     |                     | 山階宮 晃親王       | 山階宮 晃親王       | 山階宮 晃親王       | 山階宮 晃親王       | 山階宮 晃親王       | 山階宮 晃親王       | 久邇宮 1 朝彦親王 | 久邇宮 1 朝彦親王 | 久邇宮 1 朝彦親王 | 久邇宮 1 朝彦親王 | 久邇宮 1 朝彦親王 | 久邇宮 1 朝彦親王 | 伏見宮 貞教親王         | 伏見宮 貞教親王         | 伏見宮 貞教親王         | 伏見宮 貞教親王         | 伏見宮 貞教親王         | 伏見宮 貞教親王         | 小松宮 彰仁親王         | 小松宮 彰仁親王         | 小松宮 彰仁親王         | 小松宮 彰仁親王         | 小松宮 彰仁親王         | 小松宮 彰仁親王         | 北白川宮 能久親王       | 北白川宮 能久親王       | 北白川宮 能久親王       | 北白川宮 能久親王       | 北白川宮 能久親王       | 北白川宮 能久親王       | 華頂宮 博経親王     | 華頂宮 博経親王     | 華頂宮 博経親王     | 華頂宮 博経親王     | 華頂宮 博経親王     | 華頂宮 博経親王     | 北白川宮 智成親王         | 北白川宮 智成親王         | 北白川宮 智成親王         | 北白川宮 智成親王         | 北白川宮 智成親王         | 北白川宮 智成親王         | 伏見宮 貞愛親王 | 伏見宮 貞愛親王 | 伏見宮 貞愛親王 | 伏見宮 貞愛親王 | 伏見宮 貞愛親王 | 伏見宮 貞愛親王 | 閑院宮 載仁親王 | 閑院宮 載仁親王 | 閑院宮 載仁親王 | 閑院宮 載仁親王 | 閑院宮 載仁親王 | 閑院宮 載仁親王 | 東伏見宮 依仁親王 | 東伏見宮 依仁親王 | 東伏見宮 依仁親王 | 東伏見宮 依仁親王 | 東伏見宮 依仁親王 | 東伏見宮 依仁親王 |  |  |  |  |  |  |  |  |  |  |  |  |  |  |  |  |  |  |  |  |  |  |  |  |  |  |  |  |  |  |  |  |  |  |  |  |
|  |  |                     |                     |                     |                     |                     |                     | 山階宮 晃親王       | 山階宮 晃親王       | 山階宮 晃親王       | 山階宮 晃親王       | 山階宮 晃親王       | 山階宮 晃親王       | 久邇宮 1 朝彦親王 | 久邇宮 1 朝彦親王 | 久邇宮 1 朝彦親王 | 久邇宮 1 朝彦親王 | 久邇宮 1 朝彦親王 | 久邇宮 1 朝彦親王 | 伏見宮 貞教親王         | 伏見宮 貞教親王         | 伏見宮 貞教親王         | 伏見宮 貞教親王         | 伏見宮 貞教親王         | 伏見宮 貞教親王         | 小松宮 彰仁親王         | 小松宮 彰仁親王         | 小松宮 彰仁親王         | 小松宮 彰仁親王         | 小松宮 彰仁親王         | 小松宮 彰仁親王         | 北白川宮 能久親王       | 北白川宮 能久親王       | 北白川宮 能久親王       | 北白川宮 能久親王       | 北白川宮 能久親王       | 北白川宮 能久親王       | 華頂宮 博経親王     | 華頂宮 博経親王     | 華頂宮 博経親王     | 華頂宮 博経親王     | 華頂宮 博経親王     | 華頂宮 博経親王     | 北白川宮 智成親王         | 北白川宮 智成親王         | 北白川宮 智成親王         | 北白川宮 智成親王         | 北白川宮 智成親王         | 北白川宮 智成親王         | 伏見宮 貞愛親王 | 伏見宮 貞愛親王 | 伏見宮 貞愛親王 | 伏見宮 貞愛親王 | 伏見宮 貞愛親王 | 伏見宮 貞愛親王 | 閑院宮 載仁親王 | 閑院宮 載仁親王 | 閑院宮 載仁親王 | 閑院宮 載仁親王 | 閑院宮 載仁親王 | 閑院宮 載仁親王 | 東伏見宮 依仁親王 | 東伏見宮 依仁親王 | 東伏見宮 依仁親王 | 東伏見宮 依仁親王 | 東伏見宮 依仁親王 | 東伏見宮 依仁親王 |  |  |  |  |  |  |  |  |  |  |  |  |  |  |  |  |  |  |  |  |  |  |  |  |  |  |  |  |  |  |  |  |  |  |  |  |
|  |  |                     |                     |                     |                     |                     |                     |                     |                     |                     |                     |                     |                     |                   |                   |                   |                   |                   |                   |                         |                         |                         |                         |                         |                         |                         |                         |                         |                         |                         |                         |                         |                         |                         |                         |                         |                         |                     |                     |                     |                     |                     |                     |                           |                           |                           |                           |                           |                           |                 |                 |                 |                 |                 |                 |                 |                 |                 |                 |                 |                 |                   |                   |                   |                   |                   |                   |  |  |  |  |  |  |  |  |  |  |  |  |  |  |  |  |  |  |  |  |  |  |  |  |  |  |  |  |  |  |  |  |  |  |  |  |
|  |  |                     |                     |                     |                     |                     |                     | 賀陽宮 邦憲王       | 賀陽宮 邦憲王       | 賀陽宮 邦憲王       | 賀陽宮 邦憲王       | 賀陽宮 邦憲王       | 賀陽宮 邦憲王       | 久邇宮 2 邦彦王   | 久邇宮 2 邦彦王   | 久邇宮 2 邦彦王   | 久邇宮 2 邦彦王   | 久邇宮 2 邦彦王   | 久邇宮 2 邦彦王   | 梨本宮 守正王           | 梨本宮 守正王           | 梨本宮 守正王           | 梨本宮 守正王           | 梨本宮 守正王           | 梨本宮 守正王           | 多嘉王                  | 多嘉王                  | 多嘉王                  | 多嘉王                  | 多嘉王                  | 多嘉王                  | 朝香宮 鳩彦王           | 朝香宮 鳩彦王           | 朝香宮 鳩彦王           | 朝香宮 鳩彦王           | 朝香宮 鳩彦王           | 朝香宮 鳩彦王           | 東久邇宮 稔彦王     | 東久邇宮 稔彦王     | 東久邇宮 稔彦王     | 東久邇宮 稔彦王     | 東久邇宮 稔彦王     | 東久邇宮 稔彦王     |                           |                           |                           |                           |                           |                           |                 |                 |                 |                 |                 |                 |                 |                 |                 |                 |                 |                 |                   |                   |                   |                   |                   |                   |  |  |  |  |  |  |  |  |  |  |  |  |  |  |  |  |  |  |  |  |  |  |  |  |  |  |  |  |  |  |  |  |  |  |  |  |
|  |  |                     |                     |                     |                     |                     |                     | 賀陽宮 邦憲王       | 賀陽宮 邦憲王       | 賀陽宮 邦憲王       | 賀陽宮 邦憲王       | 賀陽宮 邦憲王       | 賀陽宮 邦憲王       | 久邇宮 2 邦彦王   | 久邇宮 2 邦彦王   | 久邇宮 2 邦彦王   | 久邇宮 2 邦彦王   | 久邇宮 2 邦彦王   | 久邇宮 2 邦彦王   | 梨本宮 守正王           | 梨本宮 守正王           | 梨本宮 守正王           | 梨本宮 守正王           | 梨本宮 守正王           | 梨本宮 守正王           | 多嘉王                  | 多嘉王                  | 多嘉王                  | 多嘉王                  | 多嘉王                  | 多嘉王                  | 朝香宮 鳩彦王           | 朝香宮 鳩彦王           | 朝香宮 鳩彦王           | 朝香宮 鳩彦王           | 朝香宮 鳩彦王           | 朝香宮 鳩彦王           | 東久邇宮 稔彦王     | 東久邇宮 稔彦王     | 東久邇宮 稔彦王     | 東久邇宮 稔彦王     | 東久邇宮 稔彦王     | 東久邇宮 稔彦王     |                           |                           |                           |                           |                           |                           |                 |                 |                 |                 |                 |                 |                 |                 |                 |                 |                 |                 |                   |                   |                   |                   |                   |                   |  |  |  |  |  |  |  |  |  |  |  |  |  |  |  |  |  |  |  |  |  |  |  |  |  |  |  |  |  |  |  |  |  |  |  |  |
|  |  |                     |                     |                     |                     |                     |                     |                     |                     |                     |                     |                     |                     |                   |                   |                   |                   |                   |                   |                         |                         |                         |                         |                         |                         |                         |                         |                         |                         |                         |                         |                         |                         |                         |                         |                         |                         |                     |                     |                     |                     |                     |                     |                           |                           |                           |                           |                           |                           |                 |                 |                 |                 |                 |                 |                 |                 |                 |                 |                 |                 |                   |                   |                   |                   |                   |                   |  |  |  |  |  |  |  |  |  |  |  |  |  |  |  |  |  |  |  |  |  |  |  |  |  |  |  |  |  |  |  |  |  |  |  |  |
|  |  |                     |                     |                     |                     |                     |                     |                     |                     |                     |                     |                     |                     |                   |                   |                   |                   |                   |                   |                         |                         |                         |                         |                         |                         | (臣籍降下) 伯爵宇治家彦 | (臣籍降下) 伯爵宇治家彦 | (臣籍降下) 伯爵宇治家彦 | (臣籍降下) 伯爵宇治家彦 | (臣籍降下) 伯爵宇治家彦 | (臣籍降下) 伯爵宇治家彦 | (臣籍降下) 伯爵龍田徳彦 | (臣籍降下) 伯爵龍田徳彦 | (臣籍降下) 伯爵龍田徳彦 | (臣籍降下) 伯爵龍田徳彦 | (臣籍降下) 伯爵龍田徳彦 | (臣籍降下) 伯爵龍田徳彦 |                     |                     |                     |                     |                     |                     |                           |                           |                           |                           |                           |                           |                 |                 |                 |                 |                 |                 |                 |                 |                 |                 |                 |                 |                   |                   |                   |                   |                   |                   |  |  |  |  |  |  |  |  |  |  |  |  |  |  |  |  |  |  |  |  |  |  |  |  |  |  |  |  |  |  |  |  |  |  |  |  |
|  |  |                     |                     |                     |                     |                     |                     |                     |                     |                     |                     |                     |                     |                   |                   |                   |                   |                   |                   |                         |                         |                         |                         |                         |                         | (臣籍降下) 伯爵宇治家彦 | (臣籍降下) 伯爵宇治家彦 | (臣籍降下) 伯爵宇治家彦 | (臣籍降下) 伯爵宇治家彦 | (臣籍降下) 伯爵宇治家彦 | (臣籍降下) 伯爵宇治家彦 | (臣籍降下) 伯爵龍田徳彦 | (臣籍降下) 伯爵龍田徳彦 | (臣籍降下) 伯爵龍田徳彦 | (臣籍降下) 伯爵龍田徳彦 | (臣籍降下) 伯爵龍田徳彦 | (臣籍降下) 伯爵龍田徳彦 |                     |                     |                     |                     |                     |                     |                           |                           |                           |                           |                           |                           |                 |                 |                 |                 |                 |                 |                 |                 |                 |                 |                 |                 |                   |                   |                   |                   |                   |                   |  |  |  |  |  |  |  |  |  |  |  |  |  |  |  |  |  |  |  |  |  |  |  |  |  |  |  |  |  |  |  |  |  |  |  |  |
|  |  |                     |                     |                     |                     |                     |                     |                     |                     |                     |                     |                     |                     |                   |                   |                   |                   |                   |                   |                         |                         |                         |                         |                         |                         |                         |                         |                         |                         |                         |                         |                         |                         |                         |                         |                         |                         |                     |                     |                     |                     |                     |                     |                           |                           |                           |                           |                           |                           |                 |                 |                 |                 |                 |                 |                 |                 |                 |                 |                 |                 |                   |                   |                   |                   |                   |                   |  |  |  |  |  |  |  |  |  |  |  |  |  |  |  |  |  |  |  |  |  |  |  |  |  |  |  |  |  |  |  |  |  |  |  |  |
|  |  |                     |                     |                     |                     |                     |                     |                     |                     |                     |                     |                     |                     | 久邇宮 3 朝融王   | 久邇宮 3 朝融王   | 久邇宮 3 朝融王   | 久邇宮 3 朝融王   | 久邇宮 3 朝融王   | 久邇宮 3 朝融王   | (臣籍降下) 侯爵久邇邦久 | (臣籍降下) 侯爵久邇邦久 | (臣籍降下) 侯爵久邇邦久 | (臣籍降下) 侯爵久邇邦久 | (臣籍降下) 侯爵久邇邦久 | (臣籍降下) 侯爵久邇邦久 | 皇后 良子女王           | 皇后 良子女王           | 皇后 良子女王           | 皇后 良子女王           | 皇后 良子女王           | 皇后 良子女王           | (臣籍降下) 信子女王     | (臣籍降下) 信子女王     | (臣籍降下) 信子女王     | (臣籍降下) 信子女王     | (臣籍降下) 信子女王     | (臣籍降下) 信子女王     | (臣籍降下) 智子女王 | (臣籍降下) 智子女王 | (臣籍降下) 智子女王 | (臣籍降下) 智子女王 | (臣籍降下) 智子女王 | (臣籍降下) 智子女王 | (臣籍降下) 伯爵東伏見邦英 | (臣籍降下) 伯爵東伏見邦英 | (臣籍降下) 伯爵東伏見邦英 | (臣籍降下) 伯爵東伏見邦英 | (臣籍降下) 伯爵東伏見邦英 | (臣籍降下) 伯爵東伏見邦英 |                 |                 |                 |                 |                 |                 |                 |                 |                 |                 |                 |                 |                   |                   |                   |                   |                   |                   |  |  |  |  |  |  |  |  |  |  |  |  |  |  |  |  |  |  |  |  |  |  |  |  |  |  |  |  |  |  |  |  |  |  |  |  |
|  |  |                     |                     |                     |                     |                     |                     |                     |                     |                     |                     |                     |                     | 久邇宮 3 朝融王   | 久邇宮 3 朝融王   | 久邇宮 3 朝融王   | 久邇宮 3 朝融王   | 久邇宮 3 朝融王   | 久邇宮 3 朝融王   | (臣籍降下) 侯爵久邇邦久 | (臣籍降下) 侯爵久邇邦久 | (臣籍降下) 侯爵久邇邦久 | (臣籍降下) 侯爵久邇邦久 | (臣籍降下) 侯爵久邇邦久 | (臣籍降下) 侯爵久邇邦久 | 皇后 良子女王           | 皇后 良子女王           | 皇后 良子女王           | 皇后 良子女王           | 皇后 良子女王           | 皇后 良子女王           | (臣籍降下) 信子女王     | (臣籍降下) 信子女王     | (臣籍降下) 信子女王     | (臣籍降下) 信子女王     | (臣籍降下) 信子女王     | (臣籍降下) 信子女王     | (臣籍降下) 智子女王 | (臣籍降下) 智子女王 | (臣籍降下) 智子女王 | (臣籍降下) 智子女王 | (臣籍降下) 智子女王 | (臣籍降下) 智子女王 | (臣籍降下) 伯爵東伏見邦英 | (臣籍降下) 伯爵東伏見邦英 | (臣籍降下) 伯爵東伏見邦英 | (臣籍降下) 伯爵東伏見邦英 | (臣籍降下) 伯爵東伏見邦英 | (臣籍降下) 伯爵東伏見邦英 |                 |                 |                 |                 |                 |                 |                 |                 |                 |                 |                 |                 |                   |                   |                   |                   |                   |                   |  |  |  |  |  |  |  |  |  |  |  |  |  |  |  |  |  |  |  |  |  |  |  |  |  |  |  |  |  |  |  |  |  |  |  |  |
|  |  |                     |                     |                     |                     |                     |                     |                     |                     |                     |                     |                     |                     |                   |                   |                   |                   |                   |                   |                         |                         |                         |                         |                         |                         |                         |                         |                         |                         |                         |                         |                         |                         |                         |                         |                         |                         |                     |                     |                     |                     |                     |                     |                           |                           |                           |                           |                           |                           |                 |                 |                 |                 |                 |                 |                 |                 |                 |                 |                 |                 |                   |                   |                   |                   |                   |                   |  |  |  |  |  |  |  |  |  |  |  |  |  |  |  |  |  |  |  |  |  |  |  |  |  |  |  |  |  |  |  |  |  |  |  |  |
|  |  | (皇籍離脱) 正子女王 | (皇籍離脱) 正子女王 | (皇籍離脱) 正子女王 | (皇籍離脱) 正子女王 | (皇籍離脱) 正子女王 | (皇籍離脱) 正子女王 | (皇籍離脱) 朝子女王 | (皇籍離脱) 朝子女王 | (皇籍離脱) 朝子女王 | (皇籍離脱) 朝子女王 | (皇籍離脱) 朝子女王 | (皇籍離脱) 朝子女王 | (皇籍離脱) 邦昭王 | (皇籍離脱) 邦昭王 | (皇籍離脱) 邦昭王 | (皇籍離脱) 邦昭王 | (皇籍離脱) 邦昭王 | (皇籍離脱) 邦昭王 | (皇籍離脱) 通子女王     | (皇籍離脱) 通子女王     | (皇籍離脱) 通子女王     | (皇籍離脱) 通子女王     | (皇籍離脱) 通子女王     | (皇籍離脱) 通子女王     | (皇籍離脱) 英子女王     | (皇籍離脱) 英子女王     | (皇籍離脱) 英子女王     | (皇籍離脱) 英子女王     | (皇籍離脱) 英子女王     | (皇籍離脱) 英子女王     | (皇籍離脱) 朝建王       | (皇籍離脱) 朝建王       | (皇籍離脱) 朝建王       | (皇籍離脱) 朝建王       | (皇籍離脱) 朝建王       | (皇籍離脱) 朝建王       | (皇籍離脱) 典子女王 | (皇籍離脱) 典子女王 | (皇籍離脱) 典子女王 | (皇籍離脱) 典子女王 | (皇籍離脱) 典子女王 | (皇籍離脱) 典子女王 | (皇籍離脱) 朝宏王         | (皇籍離脱) 朝宏王         | (皇籍離脱) 朝宏王         | (皇籍離脱) 朝宏王         | (皇籍離脱) 朝宏王         | (皇籍離脱) 朝宏王         |                 |                 |                 |                 |                 |                 |                 |                 |                 |                 |                 |                 |                   |                   |                   |                   |                   |                   |  |  |  |  |  |  |  |  |  |  |  |  |  |  |  |  |  |  |  |  |  |  |  |  |  |  |  |  |  |  |  |  |  |  |  |  |
|  |  | (皇籍離脱) 正子女王 | (皇籍離脱) 正子女王 | (皇籍離脱) 正子女王 | (皇籍離脱) 正子女王 | (皇籍離脱) 正子女王 | (皇籍離脱) 正子女王 | (皇籍離脱) 朝子女王 | (皇籍離脱) 朝子女王 | (皇籍離脱) 朝子女王 | (皇籍離脱) 朝子女王 | (皇籍離脱) 朝子女王 | (皇籍離脱) 朝子女王 | (皇籍離脱) 邦昭王 | (皇籍離脱) 邦昭王 | (皇籍離脱) 邦昭王 | (皇籍離脱) 邦昭王 | (皇籍離脱) 邦昭王 | (皇籍離脱) 邦昭王 | (皇籍離脱) 通子女王     | (皇籍離脱) 通子女王     | (皇籍離脱) 通子女王     | (皇籍離脱) 通子女王     | (皇籍離脱) 通子女王     | (皇籍離脱) 通子女王     | (皇籍離脱) 英子女王     | (皇籍離脱) 英子女王     | (皇籍離脱) 英子女王     | (皇籍離脱) 英子女王     | (皇籍離脱) 英子女王     | (皇籍離脱) 英子女王     | (皇籍離脱) 朝建王       | (皇籍離脱) 朝建王       | (皇籍離脱) 朝建王       | (皇籍離脱) 朝建王       | (皇籍離脱) 朝建王       | (皇籍離脱) 朝建王       | (皇籍離脱) 典子女王 | (皇籍離脱) 典子女王 | (皇籍離脱) 典子女王 | (皇籍離脱) 典子女王 | (皇籍離脱) 典子女王 | (皇籍離脱) 典子女王 | (皇籍離脱) 朝宏王         | (皇籍離脱) 朝宏王         | (皇籍離脱) 朝宏王         | (皇籍離脱) 朝宏王         | (皇籍離脱) 朝宏王         | (皇籍離脱) 朝宏王         |                 |                 |                 |                 |                 |                 |                 |                 |                 |                 |                 |                 |                   |                   |                   |                   |                   |                   |  |  |  |  |  |  |  |  |  |  |  |  |  |  |  |  |  |  |  |  |  |  |  |  |  |  |  |  |  |  |  |  |  |  |  |  |
|  |  |                     |                     |                     |                     |                     |                     |                     |                     |                     |                     |                     |                     |                   |                   |                   |                   |                   |                   |                         |                         |                         |                         |                         |                         |                         |                         |                         |                         |                         |                         |                         |                         |                         |                         |                         |                         |                     |                     |                     |                     |                     |                     |                           |                           |                           |                           |                           |                           |                 |                 |                 |                 |                 |                 |                 |                 |                 |                 |                 |                 |                   |                   |                   |                   |                   |                   |  |  |  |  |  |  |  |  |  |  |  |  |  |  |  |  |  |  |  |  |  |  |  |  |  |  |  |  |  |  |  |  |  |  |  |  |
|  |  |                     |                     |                     |                     |                     |                     |                     |                     |                     |                     |                     |                     | 久邇朝尊          | 久邇朝尊          | 久邇朝尊          | 久邇朝尊          | 久邇朝尊          | 久邇朝尊          | 久邇邦晴                | 久邇邦晴                | 久邇邦晴                | 久邇邦晴                | 久邇邦晴                | 久邇邦晴                |                         |                         |                         |                         |                         |                         | 久邇朝俊                | 久邇朝俊                | 久邇朝俊                | 久邇朝俊                | 久邇朝俊                | 久邇朝俊                |                     |                     |                     |                     |                     |                     |                           |                           |                           |                           |                           |                           |                 |                 |                 |                 |                 |                 |                 |                 |                 |                 |                 |                 |                   |                   |                   |                   |                   |                   |  |  |  |  |  |  |  |  |  |  |  |  |  |  |  |  |  |  |  |  |  |  |  |  |  |  |  |  |  |  |  |  |  |  |  |  |
|  |  |                     |                     |                     |                     |                     |                     |                     |                     |                     |                     |                     |                     | 久邇朝尊          | 久邇朝尊          | 久邇朝尊          | 久邇朝尊          | 久邇朝尊          | 久邇朝尊          | 久邇邦晴                | 久邇邦晴                | 久邇邦晴                | 久邇邦晴                | 久邇邦晴                | 久邇邦晴                |                         |                         |                         |                         |                         |                         | 久邇朝俊                | 久邇朝俊                | 久邇朝俊                | 久邇朝俊                | 久邇朝俊                | 久邇朝俊                |                     |                     |                     |                     |                     |                     |                           |                           |                           |                           |                           |                           |                 |                 |                 |                 |                 |                 |                 |                 |                 |                 |                 |                 |                   |                   |                   |                   |                   |                   |  |  |  |  |  |  |  |  |  |  |  |  |  |  |  |  |  |  |  |  |  |  |  |  |  |  |  |  |  |  |  |  |  |  |  |  |
|  |  |                     |                     |                     |                     |                     |                     |                     |                     |                     |                     |                     |                     |                   |                   |                   |                   |                   |                   |                         |                         |                         |                         |                         |                         |                         |                         |                         |                         |                         |                         |                         |                         |                         |                         |                         |                         |                     |                     |                     |                     |                     |                     |                           |                           |                           |                           |                           |                           |                 |                 |                 |                 |                 |                 |                 |                 |                 |                 |                 |                 |                   |                   |                   |                   |                   |                   |  |  |  |  |  |  |  |  |  |  |  |  |  |  |  |  |  |  |  |  |  |  |  |  |  |  |  |  |  |  |  |  |  |  |  |  |

## 逸話

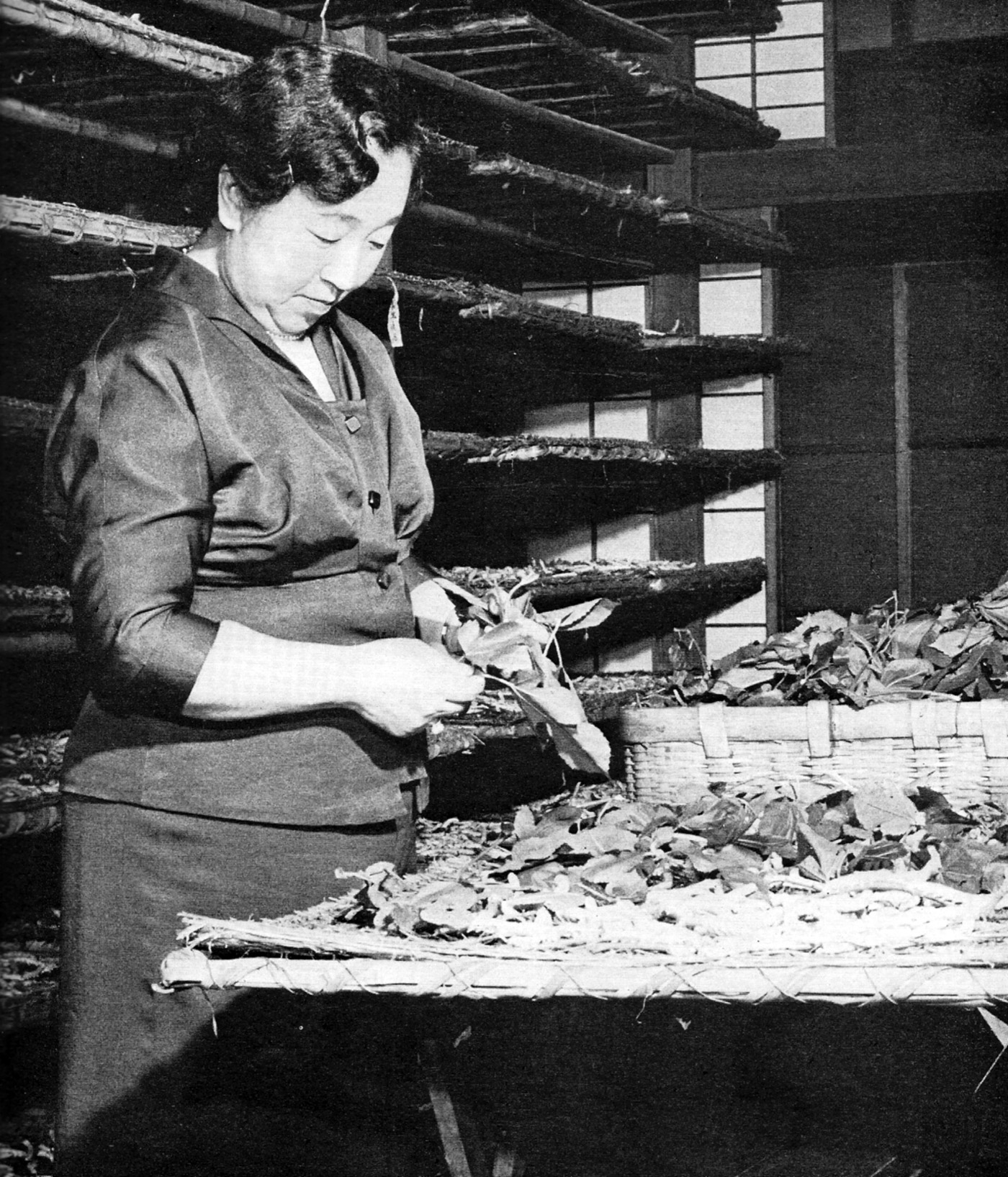
1958年（昭和33年）6月、皇居内で養蚕する香淳皇后

- 「おおらかでおっとりとした円満な性格の持主である」と言われ、昭和天皇との夫婦仲は「まことに良かった」と伝えられる。昭和天皇は香淳皇后のことを「良宮（）」と呼び、香淳皇后は昭和天皇のことを「お上（おかみ）」と呼んだ。いわゆる従順に「夫を立てる」タイプの古風な良妻賢母の女性で、それだけに昭和天皇も、よく香淳皇后のことを気遣ったらしい。
- 天皇との間に夫婦喧嘩は一度も無かった、と近しい人は繰り返し証言しているが、河原敏明は『文藝春秋』（1979年（昭和54年）2月号）に「天皇陛下の『夫婦喧嘩』」という随筆を載せ、側近がたった一度目撃したという夫婦喧嘩の光景を紹介している。
- 「天皇と皇后の晩年の御楽しみは、皇居や御用邸内を2人で御散歩になられることで、植物を好まれた天皇がよく皇后に説明をせられながら歩かれた」という。また分かれ道に来ると、しばしば天皇が「良宮、どちらにしようか」と問い、皇后が「お上のお好きなほうへ」と答えたというエピソードがある。
- 朝食のひとときにNHKの連続テレビ小説を視聴するのが好きだった天皇に付き合って、この番組をよく見ていた。一方、皇后本人は奈良漬けを好んでいたことから、「朝食をはじめ日常の食事では奈良漬けがしばしば添えられた」という（夫・昭和天皇は特に漬物の好みは強くなかった）。
- 活発で開明的な姑・貞明皇后とは、性格の相違・出自の相違（貞明皇后が華族である九条家の側室の子であるのに対し、香淳皇后は久邇宮家嫡出の皇族であった）もあってうまくゆかず、特に結婚した当初は嫁姑関係に悩んだとも言われる。
  - 宮中で仕える女官長や女官が実際にその衝突を目撃したのは、大正天皇崩御の数か月前、皇太子裕仁親王（のち昭和天皇）と共に療養先である葉山御用邸に見舞った際である。香淳皇后が姑である貞明皇后の前で緊張のあまり、熱冷ましの手ぬぐいを素手ではなく、手袋（今も昔も女性皇族は外出の際は手袋を着用する）を付けたまま絞って手袋を濡らしてしまい、「（お前は何をやらせても）相も変わらず、不細工なことだね」と言われ、何も言い返せずただ黙っているしかなかった。頭脳明敏で気丈な性格の貞明皇后ではあったが、目下の者にも決して直接叱責することはなく、この一件を目の前にした女官たちに、二人は嫁姑として全くうまくいっていないと知らしめる結果になってしまった。
- 書、刺繍、日本画、謡（観世流）、バラの栽培、ピアノなど多趣味であった。
- 特に日本画は玄人はだしで、結婚以前には高取稚成から大和絵を学び、その後、川合玉堂、前田青邨に師事、1956年（昭和31年）以降はよく宮内庁職員美術展に出品した。号を「桃苑」といい、皇居東御苑にある桃華楽堂はこの号に由来する。画集は以下がある。
  - 『桃苑画集』（37点を収む、1967年（昭和42年）、便利堂）
  - 『錦芳集』（54点を収む、1969年（昭和44年）、朝日新聞社）
  - 『錦芳集 増補新訂版』（宮内庁皇太后宮職編、1989年（平成元年）、朝日新聞社）
  - 『香淳皇后の御絵と画伯たち』（図録、2007年（平成19年）に、三の丸尚蔵館で催され、菊葉文化協会で刊行）
- バラは皇后自ら鋏を取り、枝の剪定などを行っていた。皇居の庭は天皇の意向により、武蔵野の面影を残し、自然の生育に任せて、雑草の類もむやみに除くことを禁じたが、唯一の例外は皇后のバラ園で、ここだけは天皇も口を挟むことはなかった。
- 戦後の物資が欠乏している時期には、自らドーナツを作ることがあった。1945年（昭和20年）12月、元侍従武官らを招いた御夕餐では、お手製のドーナツを振る舞われている。このドーナツの小麦粉は満州国皇帝溥儀から贈られたもの、椿油は宮中で精製されたものであった[147]。
- 1971年（昭和46年）秋に、郵政省発行の「天皇皇后両陛下御訪欧記念切手」で、所縁の図案として、皇后画「海の彼方」が用いられた。
- 1971年（昭和46年)の訪欧、1975年（昭和50年）の訪米のドレス一式の制作はフランスのデザイナーのピエール・バルマン（英語版）[148]。
- 晩年の動静は、皇太后宮職侍従も務めた卜部亮吾が遺した『卜部亮吾侍従日記』（全5巻、朝日新聞出版）に詳しい。卜部は「斂葬の儀」の祭官長を務め、2002年（平成14年）に没した。
- 和光堂のホームページには和光堂と皇室の関りが記載されていて、皇后が第五皇女の清宮さまをお育ての際グリスメール（日本初の離乳食）を温める時に少ない量を鍋にかけ焦がしてしまい「使い方が難しいものですね」と苦笑いなされたという微笑ましい話が残されている。

## 栄典

### 国内
- 1922年（大正11年）9月28日 - 勲一等宝冠章 -
- 日本：勲一等瑞宝章 -

### 国外
- ベルギー：レオポルド勲章（英語版） -
- ドイツ：ドイツ連邦共和国功労勲章 -
- スウェーデン：セラフィム勲章（英語版）-
- ギリシャ：救世主勲章（英語版）-
- デンマーク：エレファント勲章 -
- スペイン：イサベル・ラ・カトリカ勲章（英語版）  -
- タイ：大チャクリー勲章 -
- ネパール：オジャウィ・リャーニャ勲章（英語版） -
- トンガ：トンガ王冠勲章（英語版） -

## 香淳皇后の登場する作品

### 小説
- 小山いと子『皇后さま』主婦の友社、1956年。doi:10.11501/1645474。
  - 小山いと子『皇后さま』朱雀社、1959年。ASIN B000JASXZ0。doi:10.11501/1647495。
  - 小山いと子『皇后さま』春陽堂〈春陽文庫〉、1963年。ASIN B000JAHETG。doi:10.11501/1649890。
  - 小山いと子『小説 皇后さま』 上、毎日新聞社〈ミューノベルズ〉、1988年。ISBN 978-4620710150。
  - 小山いと子『小説 皇后さま』 下、毎日新聞社〈ミューノベルズ〉、1988年。ISBN 978-4620710167。
  - 小山いと子『皇后さま』主婦の友社、1988年3月。ISBN 978-4079277488。

### 映像作品
- 1982年（昭和57年）にTBS系で放送されたドラマ『いつもお陽さま家族』で、女優・高峰三枝子が香淳皇后の役を演じている。香淳皇后を俳優が演じたのはこれが初めてと言われている。
- 2005年（平成17年）に製作された（日本公開は2006年〈平成18年〉）映画『太陽』では、桃井かおりが香淳皇后を演じた。
- 2015年（平成27年）に公開された映画『日本のいちばん長い日』では、池坊由紀が香淳皇后を演じた。

### 漫画
- 能條純一『昭和天皇物語』（2017年より小学館『ビッグコミックオリジナル』で連載、原作：半藤一利『昭和史』、脚本：永福一成、監修：志波秀宇）